# Дженіс Джоплін
Дже́ніс Лін Джо́плін (англ. Janis Lyn Joplin; 19 січня 1943, Порт-Артур, Техас — 4 жовтня 1970, Лос-Анджелес, США) — американська співачка, авторка пісень, композиторка, музикантка та феміністка. Спочатку виступала у складі гуртів «Big Brother and the Holding Company», згодом в «Kozmic Blues Band» і «Full Tilt Boogie Band», одна з найвидатніших вокалісток у рок-музиці.
1995 року Дженіс Джоплін посмертно ввели до Зали слави рок-н-ролу; у 2005 році — нагородили премією Греммі за життєві досягнення; в 2013 році удостоїли зірки на Голлівудській алеї слави. За версією журналу «Rolling Stone», Джоплін посідає 46-те місце в списку «100 найвизначніших виконавців усіх часів» (2004) і 28-ме — в списку «100 найвидатніших співаків і співачок усіх часів».

## Життєпис

### Дитинство і сім'я
Дженіс Лін Джоплін народилася 19 січня 1943 року в Порт-Артурі (Техас) у сім'ї Сета Джопліна, службовця компанії «Тексако». Любов до музики передалася їй від батьків. Мати Дороті, яка виступала в мюзиклах на студентській сцені, відкинула пропозицію почати професійну кар'єру; замість цього після закінчення коледжу вона приїхала до Амарилло (штат Техас), отримала роботу на місцевій радіостанції й там познайомилася зі своїм майбутнім чоловіком. Подружня пара переїхала до Порт-Артура, де Сет отримав роботу на очисній установці компанії Texaco.
Як розповідали пізніше брат і сестра Дженіс, Майкл і Лора, Джоплін-старший був «прихованим інтелектуалом»: читав Данте, слухав не кантрі, як було заведено в Південному Техасі, а класичну музику (частіше — оперу); при цьому, за словами Лори, навчав дітей «ставити собі питання про справжні причини речей». Батьки не нав'язували дітям своїх музичних уподобань, але мати нерідко демонструвала їм свою техніку вокалу. Ці уроки співу проходили в найбуденнішій обстановці. «Суботами, коли ми починали прибирати в будинку, мама на повну гучність ставила платівки з записами бродвейських мюзиклів, і ми всі втрьох — вона, я і Дженіс — працювали, співаючи на всі груди», — згадувала Лора Джоплін.
Сестра розповідала, що Дженіс у дитинстві була «кмітливою, не за роками розвиненою, усміхненою дівчинкою, яка всім своїм виглядом і поведінкою зачаровувала людей». Пристрасть до творчості проявилася у неї з дитинства: це почалося з живопису, причому в сюжетах переважали біблійні теми. Більшу частину вільного часу Дженіс проводила в церкві або в місцевій бібліотеці. При цьому вона з задоволенням зголошувалася брати участь у всіляких благодійних заходах. Батько і мати, за спогадами Лори, були дуже задоволені тим, що Дженіс змалку стала проявляти самостійність та незалежність.
У школі Томаса Джефферсона (англ. Thomas Jefferson High School, Порт-Артур) Дженіс була зразковою ученицею і спочатку відповідала нормам суспільних очікувань. Однак подруг у неї не було: вона спілкувалася суто з хлопцями. За словами Лори, незабаром стало ясно, що Дженіс в інтелектуальному плані набагато перевершує однолітків. Крім того, вона завжди відверто висловлювала все, що думає, а оскільки (за власним висловом) «не ненавиділа ніггерів», одразу ж стала вигнанкою в школі, де — задовго до появи Мартіна Лютера Кінга — расистські погляди вважалися нормою. Пізніше батько розповідав:
| Ліві лапки | Вона здебільшого спілкувалася сама з собою. У школі їй доводилося важко. Вона вперто намагалася виділятися одягом і поведінкою, і за це її там дуже не злюбили. Не було жодної людини, з якою вона могла б знайти хоч щось спільне, хоч про щось поговорити. Вона була однією з перших представниць революційної молоді в Порт-Артурі, яких нині там безліч.Оригінальний текст (англ.) She mostly kept to herself. She had a pretty rough time of it in high school. She insisted on dressing and acting differently and they hated her for it. There were no people she could relate to, talk to. As far as Port Arthur was concerned, she was one of the first revolutionary youth. There's lots of them now. | Праві лапки |

Оскільки в Порт-Артурі школа на той час була єдиною, виявитися знедоленою в ній означало стати «парією міста». Але поступово у Дженіс стали з'являтися друзі поза шкільним середовищем: вона увійшла в напівпідпільний гурток молоді, яка захоплювалася новою літературою, поезією біт-покоління, блюз- і фолк-музикою, радикальними видами сучасного мистецтва. Один з них, футболіст на ім'я Грант Лайонс, познайомив Дженіс з творчістю Ледбеллі, зробивши її на все життя палкою прихильницею блюзу. Невдовзі вона й сама почала співати блюз, спочатку — таємно від навколишніх.
Вважають, що психологічні проблеми (пов'язані, переважно, з зайвою вагою) почалися у Дженіс в підлітковому віці: вона важко переживала знущання однолітків (у місті, де була, як пізніше згадувала, «чужою серед тупих») і страждала від ненависті до себе і навколишнього світу. В ті роки сформувався вибуховий характер Дженіс Джоплін, почасти «стилізований» під впливом блюзових виконавиць (Бессі Сміт, Біг Мама Торнтон, Одетта), а також поетів-бітників.

#### Поїздки в Луїзіану
Для підлітків так званого «золотого трикутника» східного Техасу (Бомонт, Порт-Артур і Орандж) Луїзіана виглядала «землею обітованою вина і блюзу»; тутешня сцена (Слім Гарпо, Кліфтон Шеньє, Томмі Маклейн, Рід Бернард, «Dale & Grace») докорінно відрізнялася від міського південного блюзу, столицею якого був Х'юстон. Межею, за якою починалося царство «swamp-блюзу», вважали «Шосе 90»; тут розташовувалися придорожні клуби «Big Oaks», «Buster's», «Stateline», популярні і серед техасців. Для підлітків таємні «порушення кордону» були свого роду «ритуалом посвячення»; Дженіс пройшла його в дуже ранній юності, оскільки спілкувалася з найвідчайдушнішими хлопцями, які вважали її «своєю дівчиною».
Саме в Луїзіані Дженіс вперше заспівала блюз і — вразила слухачів, ідеально скопіювавши вокальний стиль Одетти. Виходячи час від часу на сцену в тому чи іншому придорожньому клубі, вона дуже швидко стала набувати навичок професійної блюзової виконавиці. Дженіс не знала нотної грамоти, але (як зазначав біограф Річард Б. Хьюз) володіла унікальною сприйнятливістю: це дозволяло їй вбирати фразеологію, ритмічність, емоційний спектр блюзу до найдрібніших нюансів. Жорсткий луїзіанський блюз став ідеальним тлом для розвитку місцевої контркультури, накладений на підлітковий інтерес до філософії бітників. Вже до моменту закінчення школи Томаса Джефферсона в 1960 році Дженіс Джоплін мала глибокі знання в музиці й була сповнена рішучості розвинути їх до межі.
1960 року Дженіс вступила до Університету Ламар (Бомонт, Техас). «Спочатку вона справила на мене відразливе враження своєю різкістю. Пізніше, пізнавши Дженіс ближче, я зрозуміла, що за агресивністю криється чутлива і вразлива натура. Я чула всі ці історії про те, як її гнобили в школі. Можу сказати одне: Дженіс не залишалася в боргу: кривдникам вона платила тією ж монетою», — згадувала однокурсниця Франсіс Вінсент.

### Сценічний дебют
Літо 1960 року Дженіс провела у Венеції (районі Лос-Анджелеса) серед бітників, а восени повернулася в Техас. Як згадував Джон Ленгдон, один з друзів її юності, вплив на Дженіс і компанію бітники справили не так своєю поезією, як стилем життя. 31 грудня 1961 року в бомондському клубі «Halfway House» відбувся сценічний дебют Джоплін, а в січні 1962 року її вже бачили на сцені клубу «Purple Onion» у Х'юстоні.
Відтоді Дженіс Джоплін почала регулярно виступати на університетській сцені, демонструючи виразний вокал з триоктавовим робочим діапазоном. Її першою власною піснею, записаною на плівку, був блюз «What Good Can Drinking Do», оформлений на штиб Бессі Сміт. «Дженіс перебувала під враженням водевільного блюзу 20-х років і ототожнювала себе з його зірками. Саме цей вид надвиразного соул-блюзу дозволив їй почути свій власний внутрішній голос, зрозуміти глибини своєї душі», — ствердила рок-критик Люсі о'Браєн.
Влітку 1962 року Джоплін здійснила свій перший офіційний візит до Вінтона (штат Луїзіана), де (на відміну від Техасу) алкоголь відпускали і неповнолітнім, а в клубах грали не кантрі, а рок-н-рол та блюз. Така музика звучала і в негритянських нічних клубах Порт-Артура, але (як згадувала Лора Джоплін) «білі дівчата туди не ходили, та їх появу там і не вітали. У Порт-Артурі сегрегація тривала аж до 1967 року».
У липні того ж року Джоплін вступила до Техаського університету в Остіні. Вже через місяць згадка про неї потрапила на сторінки місцевої преси. «Вона ходить босоніж, коли заманеться, заходить до класу в Levi's, тому що так зручніше, і носить з собою всюди цитру на випадок, якщо раптом захочеться щось заспівати: тоді інструмент стане в пригоді. Її звуть Дженіс Джоплін», — писала університетська газета 27 липня 1962 року під заголовком: «Вона сміє бути несхожою».
Того самого літа Дженіс Джоплін та її приятель Джек Сміт виїхали з Порт-Артура і попрямували до Остіна, де замешкали в багатоквартирній оселі фолкерів і бітників, відомій як «Ghetto». Восени Дженіс почала виступати з місцевим блюграс-гуртом «Waller Creek Boys», де грав Р. Павелл Сент-Джон; третім учасником ансамблю був бас-гітарист Ларрі Віггінс. Тріо грало в будинку місцевих профспілок неділями, а також у барі Тредгілла «Bar & Grill» (увечері в середу), виконуючи пісні Ледбеллі, Бессі Сміт, Джина Річі, Розі Меддокс, а також стандарти блюграсу. Тоді Дженіс уже навсправжки захопилася «травою», у великих дозах вживала алкоголь і препарат секобарбітал.
Вважають, що саме тут, під впливом алкоголю, в голосі Джоплін з'явилася хрипота, яка потім посилилась і зробила її знаменитою. Однак, за словами Люсі о'Браєн, «…Дженіс мала одночасно два абсолютно різні голоси: чистий яскравий сопрано і потужний блюзовий хрип. Деякий час вона вагалася, не знаючи, якому віддати перевагу, а потім зробила вибір на користь другого з них».

#### Переїзд до Сан-Франциско
Дженіс Джоплін порвала зі студентським середовищем у січні 1963 року після того, як одна з університетських газет (недобре пожартувавши) назвала її «найстрашнішим з хлопців». Саме в цей час Чет Гелмс, старий приятель по Остіну, повернувся з Сан-Франциско з розповідями про місцеву пост-бітниківську сцену. 23 січня 1963 року обидва на попутних машинах виїхали зі студентського містечка, а вже через два дні Дженіс Джоплін виступила на сцені кав'ярні «North Beach», після чого пройшлася з капелюхом у руці між столиками, збираючи дріб'язок «на пиво». Двома іншими постійними місцями виступів для неї стали «Coffee Confusion» і «Coffee Gallery». Дженіс спочатку співала акапельно, незабаром їй почав акомпанувати Йорма Кауконен (пізніше — гітарист «Jefferson Airplane»); дуетом вони почали виступати в кав'ярнях, таких як «Coffee & Confusion». Серед виконавців, що виходили з нею на сцену, були блюзмени Роджер Перкінс і Ларрі Генкс.
Серед нових друзів Дженіс з'явилися Девід Кросбі, Нік Гравенітес, а також Пітер Албін (який у цей час грав «прогресив блюграс» з Джей Пі Пікенсом) і Джим Герлі (обидва в майбутньому — учасники «Big Brother & the Holding Company»). За спогадами очевидців, Дженіс поводилась на сцені дуже розкуто і співала оглушливо. «Чет (Гелмс) одного разу привів мене в „Coffee Gallery“, щоб я послухала її голос. Вона співала під акомпанемент однієї електричної гітари, але так голосно, що мені довелося вийти із зали і слухати її на тротуарі», — згадувала Лурія Кастелл.
Першу половину 1963 року Дженіс провела, перебиваючись дрібними заробітками. Влітку вона виступила на фолк-фестивалі в Монтереї, до цього часу встигнувши потрапити в мотоциклетну аварію, вплутатися у вуличну бійку і побувати у в'язниці за дрібну крадіжку. Восени 1963 року Дженіс вперше виступила по радіо, в прямому ефірі сан-франциської радіостанції «KPFA», виконавши «Midnight Special» під акомпанемент Рона «Пігпена» Маккернана, майбутнього учасника гурту «Grateful Dead».

##### Перші записи
1964 року Дженіс Джоплін деякий час провела в нью-йоркському Нижньому Іст-сайді; тут більшу частину часу вона проводила за читанням Гессе і Ніцше, зрідка виходячи на сцену клубу «Slug's».
Після повернення до Сан-Франциско 25 червня 1964 року з Йормою Кауконеном вона записала шість блюзових стандартів («Trouble In Mind», «Kansas City Blues», «Hesitation Blues», «Nobody Knows You When You're Down And Out», «Daddy, Daddy, Daddy» і «Long Black Train Blues»), що пізніше вийшли як бутлег під назвою «The Typewriter Tape». Маргарита Кауконен вистукувала ритм на друкарській машинці, використавши її як перкусію.
У той час Дженіс вже регулярно вживала наркотики: кристалічний метедрин, часом героїн, за допомогою яких намагалася позбутися депресії й зайвої ваги. Навесні 1965 року друзі, стурбовані її виснаженим виглядом, умовили Дженіс повернутися до батьків у Порт-Артур. Сестра Лора розповідала, що і сама Дженіс була «налякана до смерті» всім, що відбувалося з нею. Вона приїхала переляканою і пригніченою; соромилася себе і ніколи не показувалася на очі матері в одязі з короткими рукавами, щоб та не побачила слідів від шприців. «Уперше в житті вона раптом стала прислухатися до того, що говорять їй батьки», — згадувала сестра. Дженіс зверталася до психолога, твердо вирішила продовжити освіту і взагалі, «зажити життям, яке пророкували їй батьки».
1965 року Джоплін вступила на факультет соціології в Ламарському технологічному університеті (Бомонт, Техас), де провчилася рік, час від часу виїжджаючи до Остіна для концертних виступів. При цьому вона вела стриманий і консервативний спосіб життя. Як згадував її давній друг, фолк-співак Боб Нойвірт, Дженіс повернулася до Сан-Франциско зміненою: «Вона справляла враження молодої жінки, яка твердо вирішила почати нове життя».

#### Big Brother & the Holding Company
Тим часом у Сан-Франциско утворився новий гурт «Big Brother & the Holding Company». Чет Гелмс, який знав одного з музикантів по комуні Family Dog, підписав з гуртом контракт і став його менеджером. Успіх двох місцевих гуртів — «Jefferson Airplane» (тоді ще — з Сігні Андерсон) і «The Great Society» (з Грейс Слік) — змусив його згадати про свою стару знайому. Він направив спільного приятеля Тревіса Ріверса в Техас суто з метою вивезти звідти Дженіс Джоплін, яка незадовго до цього вже розглядала можливість увійти до складу рок-гурту — йшлося про «The 13th Floor Elevators».
4 червня співачка прибула до Сан-Франциско. Гелмс ствердив, що «…Пітер і Джим замахали руками: ні, що ти, ми бачили її в „Coffee Gallery“, вона ненормальна». Гелмс не став наполягати, але, за його словами, «співачки урівноваженішої не знайшлося, тож я запропонував колегам знову вийти на той самий слід». Дженіс, у свою чергу, мала сумніви: вона припинила вживати наркотики й дуже боялася підсісти на них знову. «Я зробив усе, щоб переконати її в тому, що музиканти очистилися від важких наркотиків… ну, а ЛСД — це ж зовсім інша справа», — казав Чет Гелмс. У червні 1966 року Дженіс писала додому батькам:
| Ліві лапки | Зняла кімнату: дуже миле місце, є кухня і вітальня, навіть праска і прасувальна дошка ... Все ще працюємо з Big Brother & the Holding Co.: це справді цікаво... Репетируємо щовечора в гаражі їхнього приятеля-художника; люди заходять, слухають, схоже, всім дуже подобається мій спів... Ось вам ще кілька дивних назв до колекції: The Grateful Dead, The Love, Jefferson Airplane, Quicksilver Messenger Service… Неймовірно, чи не так? У мене все гаразд, не хвилюйтеся. Ні схудла, ні поправилася, і з головою все гаразд. Подумую, чи не повернутися в інститут, тож поки мене не скидайте з рахунків! | Праві лапки |

10 червня 1966 року відбувся перший виступ нового складу гурту в клубі «Авалон». Дженіс заспівала тут дві пісні, більшу частину концерту просидівши на динаміку з тамбурином. Місяць по тому з музикантами, їхніми дружинами і подругами вона замешкала в маєтку, що розташовувався в долині Сан-Джеронімо. У ці дні Джоплін майже не вживала наркотиків: за наполяганням клавішника (і тодішнього близького друга) Стівена Райдера вона уклала з колегою по групі Девідом Гетцем договір про те, щоб у квартирі, яку вони знімали на двох, шприци оголосити поза законом. Весь цей час вона детально описувала свої починання в листах батькам. «…Зараз моє становище двоїсте. Перспектива стати другосортною Шер нітрохи мене не приваблює. Але впевнена, що це класний шанс, і вже його-то я не втрачу», — так, за спогадами сестри, писала Дженіс про початок роботи з рок-гуртом. У ці дні, як згадував пізніше Сем Ендрю, вона «була розумна, рішуча і володіла дивовижним для провінціалки почуттям власної гідності».
З появою Джоплін стиль Big Brother & the Holding Company змінився: гурт заграв динамічний синтез поп-психоделії і блюзу, зберігши вірність імпровізаційному стилю виконання. Джоплін додала до репертуару ансамблю нові пісні: «Women Is Losers» і «Maybe»; з Альбіном вони стали співати дуетом «Let The Good Times Roll» і «High Heel Sneakers». «Ми не безпристрасні професіонали, ми емоційні і неохайні», — казала вона. Як згадував Албін, гурт все-таки змушений був збавити гучність: зв'язки співачки не могли впоратися з таким рівнем шуму.
Дарування нової вокалістки та її артистична харизма вивели гурт до числа лідерів сан-франциської сцени. Не бувши наддосвідченими музикантами, учасники «Big Brother» були (за словами Сема Ендрю) насамперед «творчими людьми, що прямували шляхом органічного художнього самодослідження». Дженіс Джоплін так згадувала про свої перші враження від колективу:
| Ліві лапки | Все життя я мріяла бути бітником, зустрічатися з heavies, довбатися, трахатись і веселитися: ось все, чого я хотіла від життя. При цьому я знала, що голос у мене гарний: ним я завжди зароблю собі на пару пива. І раптом хтось немов жбурнув мене в цей рок-гурт. Слухайте, кинули на мене цих музикантів, звук пішов крізь спину, бас, що заряджає <енергією>, і я зрозуміла: ось воно! — ні про що інше я ніколи й не мріяла! І від цього пішов кайф — чистіший, ніж з будь-яким чоловіком. Можливо, в цьому й була вся проблема...Оригінальний текст (англ.) All my life I just wanted to be a beatnik, meet all the heavies, get stoned, get laid, have a good time, that's all I ever wanted, except I knew I had a good voice and I could always get a couple of beers off of it. All of a sudden someone threw me into this rock band. They threw these musicians at me, man, and the sound was coming from behind, the bass was charging me, and I decided then and there that was it, I never wanted to do anything else. It was better than it had been with any man, you know. Maybe that's the trouble… | Праві лапки |

Новий альянс, як згадував Ендрю, відіграв вирішальну роль у творчому розвитку Джоплін. Співачка, яка встигла звикнути до суспільного неприйняття, тепер купалася в променях загального захоплення. Крім того, «Big Brother» дозволили Дженіс розвиватися. Ми ніколи не змушували її співати в якомусь певному стилі, такий підхід був важливий і характерний саме для сан-франциських гуртів", — згадував гітарист. Разом з тим, якість вокалу Джоплін змінилася — можливо, не в кращий бік. «Адже вона починала як співачка для акустичного акомпанементу, і голос у неї був соковитий, фолковий. У „Big Brother“ він став менш колоратурним. На малій гучності Дженіс демонструвала фантастичний діапазон, але їй доводилося гранично форсувати вокал, щоб змагатися зі звучанням гурту. Вже через рік у неї з'явилися поліпи, через які кожна нота стала звучати як акорд, в комплекті з півтонами», — казав Албін.
Сама Джоплін не розцінювала ці зміни як деградацію: ба більше, стверджувала, що лише після приходу в гурт «зрозуміла, що досі ніколи не співала по-справжньому». Їй лише довелося відмовитися від наслідування Бессі Сміт («…Вона брала відкриті ноти, в контексті найпростішої фразеології, але це неможливо розрахувати, коли за спиною у тебе — рок-гурт…») і в Отіса Реддінга навчитись мистецтву штовхати пісню вперед замість того, щоб вільно ковзати по її поверхні". «У мене три голоси: крик, гортанна сиплість і високе завивання. Втілюючись у співачку нічного клубу, я використовую сиплість. Це те, що подобається моїй матері. Вона каже: Дженіс, навіщо ти так вищиш, адже у тебе такий гарний голос?» — казала Джоплін.
Гурт підписав контракт з продюсером Бобом Шедом (англ. Bob Shad) і його детройтським лейблом «Mainstream Records»; Гелмса, який проти цього заперечував, довелося звільнити. Про дебютний альбом «Big Brother & the Holding Company», який побачив світ лише після тріумфального виступу гурту на поп-фестивалі в Монтереї, Джоплін казала:
| Ліві лапки | Альбом вийшов слабким, тому що ми були молодими і наївними, поганий був продюсер, не було у нас ні менеджера, ні взагалі людини, яка могла б щось порадити. Ми були розгублені, й нас просто використовували. Дали три дні на запис всього альбому і натякнули, що, якщо ми дозволимо собі в студії якісь творчі вільності, то нас одразу ж викинуть. | Праві лапки |

На початку жовтня 1966 року новий менеджер гурту Джуліус Карпен повернув колектив до Сан-Франциско, де той зіграв на кількох великих концертах. 10 лютого в «Голден Шиф Бейкері» Дженіс познайомилася з Кантрі Джо Макдональдом, який став її близьким другом. Невдовзі вони на двох зняли квартиру.

##### Фестиваль у Монтереї
Поворотним пунктом в історії Дженіс Джоплін став виступ «Big Brother & the Holding Company» на поп-фестивалі в Монтереї — спочатку 17 червня, а потім наступного вечора, на концерті, організованому спеціально для того, щоб режисер Д. А. Пенебейкер міг зняти його на плівку. За словами рок-критикині Люсі о'Браєн, виступ Джоплін вирізнявся захопливою спонтанністю і випромінював потужний заряд живої енергії: аудиторія була вражена, тому що «…ніколи раніше біла співачка не поводилась таким чином на сцені і не використовувала так можливості свого голосу». Виступ Джоплін з «Ball-and-Chain» став центральним епізодом фільму Пенебейкера «Monterey Pop».
Білл Грехем згадував, що Дженіс та її гурт на фестивалі прозвучали «дико і люто». При цьому знаменитий імпресаріо не вважав, що співачка свідомо намагалася переймати негритянські зразки: «Мені здається, вона співала саме як дівчина, яка прибула з Техасу і пообтерлася в Сан-Франциско: це був її власний голос, її власна інтерпретація пісень. Вона співала блюз, і робила це дуже по-своєму. <…> Дженіс була новаторкою в новому стилі, носійкою гігантського, оригінального, творчого таланту, і наслідувати її було неможливо».
31 жовтня Big Brother підписали контракт з новим менеджером Албертом Гроссманом. Це багато в чому визначило подальшу долю ансамблю. Гроссман, як пізніше стверджував Албін, зневажливо ставився до музикантів, але обожнював Джоплін, у якій бачив «нову Біллі Голідей», а в перспективі — лідерку блюзового супергурту, серед учасників якого розглядався, зокрема, Тадж-Махал.
Клайв Девіс, президент «Columbia Records», підписав з «Big Brother» контракт на випуск трьох студійних альбомів і приєднався до Гроссмана в нагальних спробах звільнитися від старого контракту. Новий підписано вже після виходу влітку 1967 року на «Mainstream Records» дебютного альбому «Big Brother & the Holding Company» (#60, США).
16 лютого 1968 року гурт почав своє перше турне Східним узбережжям, а наступного дня вперше виступив у Нью-Йорку, в «Anderson Theatre». Концерт отримав схвальні рецензії в пресі. «Дженіс не назвеш красунею у звичному сенсі слова, але вона, безсумнівно, — секс-символ, нехай і в дещо несподіваній „упаковці“. У її голосі поєдналися душа Бессі Сміт, блиск Арети Френклін, драйв Джеймса Брауна… Злітаючи до небес, цей голос не знає кордонів і немов би породжує в собі божественне багатоголосся», — писав оглядач «Village Voice». Дженіс щодо цього написала батькам:
| Ліві лапки | Ось вона, перша нью-йоркська рецензія на наш перший концерт!.. Все вказує на те, що я стану багатою і знаменитою. Неймовірно! Журнали наввипередки просять мене про інтерв'ю та фотосесії, і я нікому не стану відмовляти. Вау, я така щаслива! Стільки тинялася дитям, яке заблудилося... — і ось, звалилося таке. Головне, що схоже, цього разу в мене справді все вийде. Неймовірно. Ну — приклейте, чи що, кудись цю вирізку, нехай усі бачать. Я так пишаюся! | Праві лапки |

Багато рецензентів відзначили невідповідність дарування вокалістки рівневі музикантів. «Не було б ніяких „Big Brother & the Holding Company“ без Дженіс Джоплін та її термоядерного блюзового виконання», — писав «BMI Magazine» у статті під назвою «Бджолині рок-королеви» («У наші дні рок-гурт нагадує вулик: три-чотири робочі бджілки дзижчать навколо бджоли-королеви»). Журнал «Ньюсвік» також оголосив у ті дні свій список — двох «рок-королев»: до нього увійшли Дженіс Джоплін та Ґрейс Слік.

##### Cheap Thrills
У березні 1968 року група (яку почали рекламувати на афішах як «Janis Joplin and Big Brother & the Holding Company») з продюсером Джоном Саймоном розпочала працювати над другим альбомом. Вперше в колективі виникла незлагода: музиканти відчували, що Джоплін стає суперзіркою, а самі вони перетворюються на акомпанувальний склад. З іншого боку, і співачка все частіше чула від сторонніх, що гурт не відповідає її рівневі виконавської майстерності.
Тим часом турне тривало: 7 квітня «Big Brother & the Holding Company» завершили його великим концертом у Нью-Йорку пам'яті Мартіна Лютера Кінга, де також виступили Джимі Гендрікс, Бадді Ґай, Річі Гевенс, Пол Баттерфілд і Алвін Бішоп. Під час турне (12-13 квітня) в залі «Winterland Ballroom» записано (вийшов пізніше) концертний «Live at Winterland '68».
Випуск студійного альбому затримувався: продюсер відкинув майже весь матеріал (близько 200 бобін), запропонований гуртом. Але попередні заявки виявилися настільки масовими, що альбом отримав золотий статус ще до випуску. Клайв Девіс зажадав негайного релізу, і «Cheap Thrills», обкладинку якого оформив знаменитий в андеґраунді карикатурист Роберт Крамб, вийшов у серпні 1968 року. Це відбулося незадовго до виступу групи на фолк-фестивалі в Ньюпорті (Род-Айленд), де 18-тисячна аудиторія влаштувала їм овацію і не відпускала зі сцени до першої години ночі.
У «Cheap Thrills» (як писав 1994 року оглядач Джон Макдермотт), гурт створив «…свій шедевр: еклектичну колекцію бурхливих студійних і концертних експериментів», які повною мірою віддзеркалили силу ансамблю. Макдермотт зазначав: як і більшість блюзових виконавців свого часу, Джоплін була майстерною швидше в інтерпретаціях готового матеріалу, ніж в авторському мистецтві. Однак, саме в цей момент, бувши на вершині натхнення, вона написала кілька сильних пісень. Сем Ендрю казав:
|             | Дженіс мала яскраво виражений авторський талант, особливо це стосувалося текстів. Зробила вона чимало, але все ж саме «Turtle Blues» стала річчю, знаковою для всієї її творчості. Взагалі, авторська творчість в Big Brother була процесом дуже демократичним. У когось виникала ідея, інші її коментували. Я зазвичай ніс гуртові більш-менш завершену композицію. Потім, відігравши її протягом декількох місяців, ми розписували аранжування. Це стосувалося всіх пісень, включаючи «Piece of My Heart», що ми отримали від Джека Кессіді, який приніс її нам, почувши виконання Ірми Франклін. Ми зробили її зовсім інакше: там була така витонченість! А ми записали маніакальну, люту версію білого хлопця. Інший приклад того ж роду — «Summertime», над якою ми працювали дуже довго.Оригінальний текст (англ.) Janis definitely had a talent for writing, especially lyrics," states Andrew. "She wrote a lot of things, but 'Turtle Blues' is a representative example of her writing. Songwriting for Big Brother was a very democratic process. Someone would come up with an idea, and we would all comment on it. I usually would bring in a song more or less finished. Then, after a few months of playing it with the band, we would have the arrangement done. That was so for whatever song we did, including 'Piece Of My Heart,' which we got from Jack Casady. Jack had heard Irma Franklin's rendition, and he brought it to the band. We did it completely different from Irma's version. She did it with such delicacy. We did a white kid's frantic and manic version of it. 'Summertime' was another example. We worked and worked on that for a long time. |
| — Сем Ендрю | |

Тим часом, Дженіс Джоплін в інтерв'ю журналу «Лайф» зізнавалася, що звучання альбому її розчарувало. Ті ж почуття поділяв і Джон Саймон, який попросив не згадувати його ім'я в титрах («Я просто допомагав їм, продюсером не був: це не моя музика»). Як зазначав кореспондент «Лайф», альбом був «гірший, ніж просто розчарування». Гурт «спробував записати його — спочатку на концерті, потім у студії, у підсумку вийшло щось середнє», причому імпровізації співачки прозвучали як завчені.
Хай там як, а через місяць після виходу альбом розійшовся мільйонним тиражем, 12 жовтня очолив списки «Біллборда» і протримався на вершині 8 тижнів, чому сприяв успіх і хіт-синглу «Piece Of My Heart» (#12 Billboard Hot 100). Однак рецензії на альбом в американській пресі були стриманими: багато хто відзначив, що Джоплін зовсім затьмарила своїм виконанням групу, особливо в «Ball & Chain» і «Summertime».

##### Розпад Big Brother
Попри успіх альбому, постійні гастролі й нервове перенапруження стали позначатися на стані гурту: наркотики й дрібні чвари висушили енергію, визначили розпад особистих і творчих зв'язків. Багатьом стало очевидно, що серед учасників колективу одна тільки Джоплін після його розпаду могла б не лише вижити, але й домогтися успіху як сольна виконавиця. Гроссман, розуміючи це, не робив нічого, щоб запобігти розпаду.
У вересні 1968 року менеджер оголосив про «дружнє розставання» Дженіс Джоплін і «Big Brother». 15 листопада Джоплін дала зі старим складом свій останній концерт на Східному узбережжі — в мангеттенському Коледжі Гантера (англ. Hunter College), а останній концерт відбувся 1 грудня в Сан-Франциско. Гроссман захистив Джоплін від агресії ззовні, але розпадом групи були обурені всі в Сан-Франциско: багато хто відкрито казав, що менеджер знищив колектив, щоб переманити співачку до себе.
Рішення Джоплін нікого не застало зненацька: воно назрівало впродовж кількох місяців, і Сем Ендрю визнавав, що Дженіс про свої наміри піти з гурту йому «вуха продзижчала». «Ба більше, я і сам радив їй підшукати кращого гітариста замість мене. Рекомендував поспілкуватися щодо цього з Джеррі Міллером з „Moby Grape“. Але зрештою я сам пішов за нею. Для мене-то <її відхід> несподіванкою не став, а от інші учасники гурту, особливо Пітер Албін, були в шоці», — визнавав Ендрю. Джоплін і сама важко переживала свій відхід. «Я любила цих хлопців більше за все на світі, але розуміла: якщо я серйозно ставлюся до музики, треба йти… Ми впродовж двох років працювали по шість днів на тиждень, граючи одні і ті ж пісні, що в них вклали себе повністю і просто виснажили себе», — згадувала вона у вересні 1970 року.

#### Kozmic Blues Band
За формування нового складу (кістяк якого становили Джоплін і Ендрю) взялися Гроссман, а також Майк Блумфілд і Нік Гревінайтіс, яких він покликав на допомогу. 18 грудня 1968 року музиканти вперше зібралися на репетицію і з багатьох варіантів назв («Janis Joplin & the Joplinaires», «Janis Joplin Review») вибрали «Kozmic Blues Band». До складу гурту, крім Джоплін і Ендрю, увійшли саксофоніст Террі Клементс, барабанщик Рой Марковіц, трубач Террі Генслі, органіст Річард Кермод, бас-гітарист Кейт Черрі (екс-Pauper), якого пізніше замінив Бред Кемпбелл.
Перший виступ нового, погано зіграного гурту, відбувся на шоу «Yuletide Thing». 21 грудня «Kozmic Blues Band» виступили в мемфіському «Mid South Coliseum» разом з кількома високопрофесійними соул-гуртами і були прийняті дуже прохолодно. Лютневий звіт в «Rolling Stone» («Memphis Debut», Стенлі Бут) був якоюсь мірою співчутливим, але велика стаття від 15 березня 1969 року, що вийшла під заголовком: «Дженіс: Джуді Гарланд у році?» (автор — Пол Нелсон), — виявилася майже розгромною. Газета «San Francisco Chronicle» припустила, що Дженіс краще було б повернутися в «Big Brother», «…якщо тільки вони захочуть прийняти її».
Всі учасники Big Brother & the Holding Company вживали наркотики, але, як згадував Сем Ендрю, лідерами в цьому сенсі були він і Дженіс. Лідер гурту зізнавався, що одного разу сам ледь не загинув від передозування. Пеггі Кассерта (коханка Джоплін) стверджувала в книзі спогадів, що Ендрю був звільнений з Kozmic Blues Band тільки за те, що одного разу викрав дозу героїну у Дженіс.
Цього я не пам'ятаю... Але, як то кажуть, якщо ви згадуєте 60-ті, значить вас там не було, - так відреагував на цю новину він сам.
Як відзначав Гленн Гарві в «Маямі Геральд», той факт, що Семові Ендрю - єдиному учаснику Big Brother, якого Джоплін взяла з собою в Kozmic Blues Band - навіть в голову не прийшло поцікавитися, за що Дженіс його з групи звільнила, - свідчить лише про те, в якому стані він перебував. Ендрю, втім, пропонував свій варіант відповіді на це питання:
Ми утворили Kozmic Blues Band, щоб разом писати пісні. Не вийшло: були не в собі, занадто багато вживали наркотиків. Я став для неї <Дженіс> постійним нагадуванням про минуле. Тобто, спочатку вона в Kozmic Blues Band і взяла-то як таке нагадування... А потім про це минуле захотіла забути.
Успішнішим виявився європейський тур, який був потім. Після концертів у Франкфурті (знятих німецьким ТБ), Стокгольмі, Амстердамі, Копенгагені та Парижі гурт виступив 21 квітня 1969 року в лондонському Роял Альберт-холлі і отримав схвальні оцінки в «Disc», «Melody Maker», «Дейлі телеграф». «New Musical Express» назвав британський дебют Джоплін «тріумфальним»: аудиторія Альберт-холлу, відгукнувшись на її заклик, підвелася з місць і почала танцювати. «Я пробилася крізь стіну, яку вважала непорушною!» — дивувалася щаслива співачка, маючи на увазі традиційну «британську стриманість», яку вона й не сподівалася подолати.
І все ж загалом нова група розчарувала фахівців і фанів. На думку Сема Ендрю, проблема полягала в тому, що якщо Big Brother були групою однодумців, які жили однією сім'єю, то «Kozmic Blues Band» була акомпанувальною групою, набраною з «найманих працівників». «Попри те, що окремо музиканти „Kozmic Blues Band“ були сильнішими за учасників „Big Brother“, вони не могли навіть наблизитися до творчої потужності останніх. Перші були професійними музикантами з нічних клубів, другі — художниками, артистами… Були моменти, особливо на гастролях у Європі, коли ми добре проводили час, але здебільшого панувала повна плутанина, ніхто нічого не розумів: ні Дженіс, ні ансамбль», — казав Ендрю.

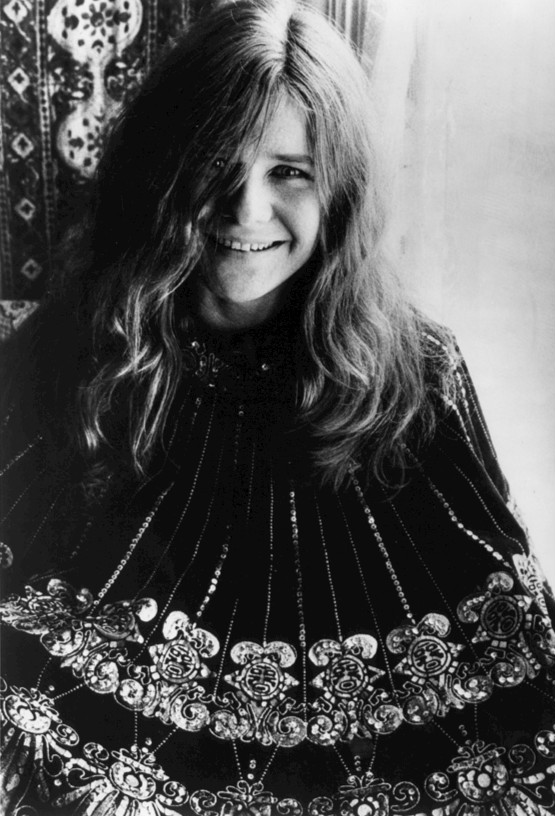
Дженіс Джоплін у 1969 році

У червні 1969 року гурт розпочав працювати над альбомом у «Hollywood Studios» з продюсером Габріелем Меклером, відомим за роботами з «Steppenwolf». Попри його зусилля, а також спроби Гроссмана відібрати лише якісний пісенний матеріал, альбом, на думку деяких критиків, виявився слабким. Джоплін (як зазначав Макдермотт), з одного боку, «була геніальною співачкою, з іншого — ніяким лідером»: вона не вміла ні стримувати себе, ні керувати музикантами, координуючи дії ансамблю. «…При цьому вона не могла змиритися з тим, що інші намагалися зробити це за неї. На допомогу покликали Майка Блумфілда і Ніка Гравенітеса, і дуже доречно, але вони відтіснили Дженіс на задній план, а там вона перебувати не звикла», — згадував Ендрю.
Не припиняючи роботу в студії, гурт зіграв на триденному Ньюпортському поп-фестивалі (Нортридж, Каліфорнія) і на поп-фестивалі в Атланті. 16 серпня Дженіс і «Kozmic Blues Band» виступили на фестивалі у Вудстоку, відігравши сет з 10 пісень, включаючи хітові «Summertime» і «Ball and Chain» (запис вийшов пізніше на альбомі «Woodstock Experience»). Перед поїздкою на Вудсток групу покинув Сем Ендрю, на фестиваль замість нього поїхав гітарист Джон Тілл (англ. John Till).
Альбом «I Got Dem Ol' Kozmic Blues Again Mama!» у жовтні 1969 року піднявся до #5 в «Billboard 200» і невдовзі став золотим. Американська преса зустріла його прохолодно (європейська, навпаки, відреагувала майже захоплено). Багато рецензентів відзначали, що місцями матеріал альбому не дотягує до рівня Джоплін, місцями сама вона витягує його до свого рівня. «Суперзірка здатна підняти, врятувати безнадійні речі, тоді як посередній співак вбиває найкращі… „One Good Man“ — лише непогана пісня, але суперзірка Дженіс Джоплін підіймає її до свого рівня, голос її звучить немов сполох у джунглях емоцій. Ще яскравіший приклад — класика Роджерса і Гарта „Little Girl Blue“. Багато поколінь байдужих виконавців затерли її до дірок, так що ми перестали і чекати від неї чогось, і ось стало ясно, наскільки добра ця річ», — писав Пітер Райлі «Stereo Review».
27 листопада Дженіс Джоплін виступила з Тіною Тернер і «The Rolling Stones» в Медісон-сквер-гарден. Концерт 19 грудня, коли на сцену вийшли також Джонні Вінтер і Пол Баттерфілд, рецензент «Нью-Йорк таймс» назвав демонстрацією найкращих зразків блюз-року, яка «захоплює» і «надихає». Концерт 21 грудня 1969 року в Медісон Сквер Гарден виявився для «Kozmic Blues Band» останнім: у січні 1970 року гурт розпався.

#### Full Tilt Boogie Band

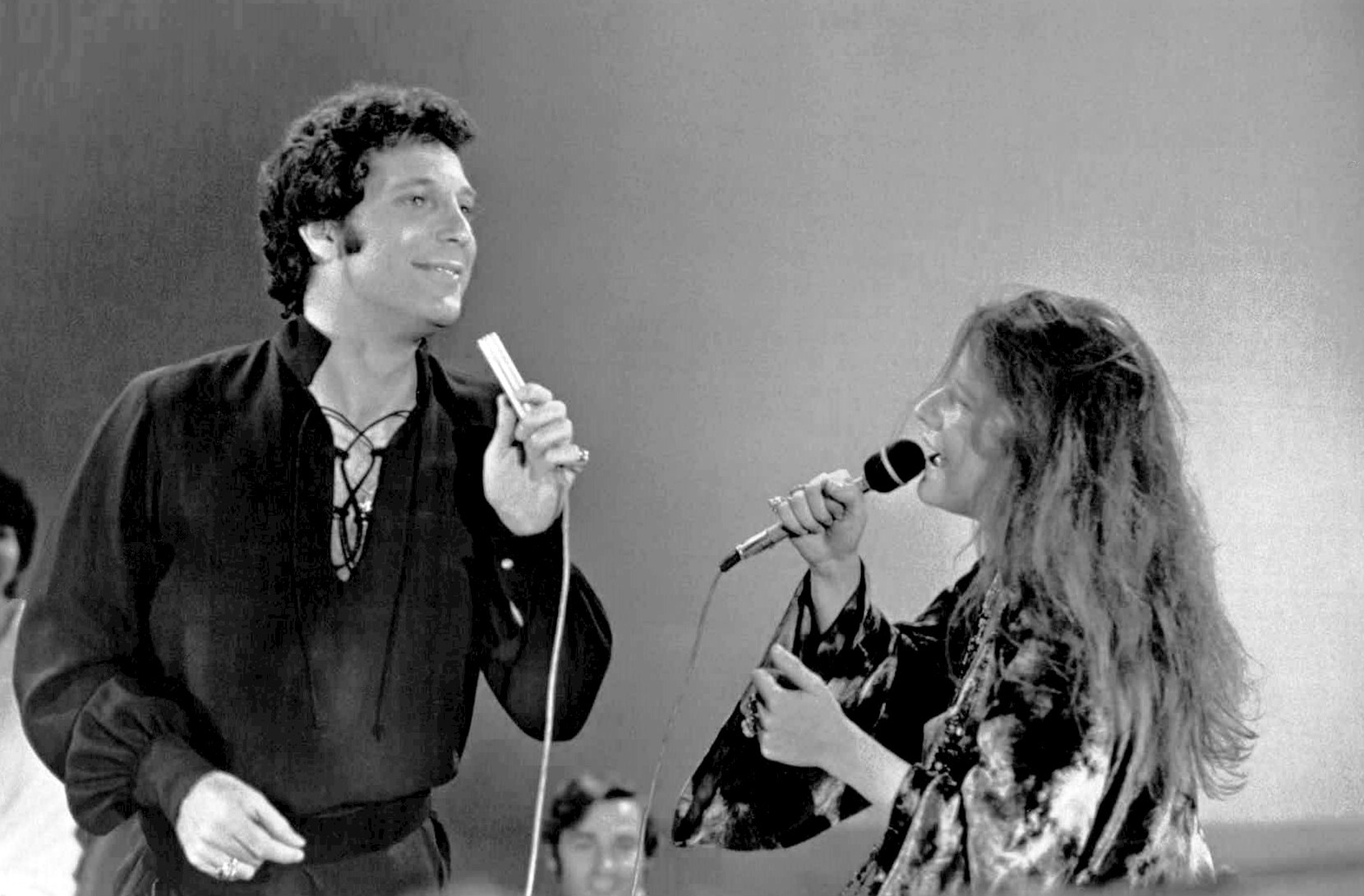
Джоплін виступає з Томом Джонсом у його телешоу наприкінці 1969 року

Залишившись без ансамблю, Джоплін у березні 1970 року з «Paul Butterfield Blues Band» і продюсером Тоддом Рандґреном записала «One Night Stand» у лос-анджелеських студіях «Columbia». Пісня не виходила до 1982 року (коли її нарешті долучили до збірки «Farewell Song»; альтернативна версія також увійшла в збірку «Janis»). У квітні 1970 року Джоплін тимчасово повернулася в «Big Brother & the Holding Company» і вийшла з гуртом на сцену «Fillmore West». Через тиждень вони знову виступили разом у Вінтерленді. Найкращі фрагменти цих концертів увійшли у «Joplin In Concert» (1972).
Рано навесні Дженіс Джоплін побувала в Бразилії (після чого, як сама зізнавалася, повністю змінила ставлення до власної країни: «…Слухай, там жах! У тебе довге волосся? Зловлять одразу ж, і можуть більше не випустити. Судової системи немає взагалі. Копи ґвалтують, труять людей собаками. А ще кажуть, що в нас тут погано!…»). У Сальвадорі атмосфера була інакшою. «Ні поліції тобі… ні, втім, і розваг. Три вечори ходили ми з приятелями до цього великого борделю: там грав квартет, а я з ним співала», — розповідала вона в інтерв'ю «Rolling Stone».
У березні 1970 року Джоплін очолила новий гурт «Full Tilt Boogie Band», до складу якого увійшли канадські музиканти на чолі з гітаристом Джоном Тіллом. У квітні група зібралася на першу репетицію, а в травні дала свої перші виступи — у Сан-Рафаелі (Каліфорнія). Як повідомляв «Rolling Stone», Дженіс була сповнена ентузіазму — до такої міри, що в якийсь момент, перервавши репетиції у себе вдома в Лакспурі, попрямувала в даунтаун і зробила собі «на щастя» татуювання («браслет» на зап'ясті). Їй подобалося все: і відмова від духової секції, і відсутність поспіху («…Просто граємо, за концертний графік не хвилюємося»), і нове звучання, про яке вона казала: «Я б не стала так вже відразу говорити: кантрі. Швидше, приземлений блюз… плюс трохи слайд-гітари. Будемо вважати, що це — гучний електричний фанк-кантрі-блюз».
У травні «Full Tilt Boogie Band» дали свій перший концерт — в одній програмі з «Big Brother» та їхнім новим фронтменом Ніком Гравенітесом (концерт пізніше вийшов під заголовком «Be a Brother»), потім — взяли участь у суперзірковому канадському турне разом з «The Band» і «The Grateful Dead». Через фінансові негаразди гастролі довелося призупинити. Документальні кінокадри виступів Джоплін оприлюднено лише через тридцять років після її смерті. Останніми концертами Джоплін стали два виступи в програмі «The Dick Cavett Show» 25 червня та 3 серпня.
8 липня 1970 року Джоплін виступила на Гаваях, в «Honolulu International Center Arena», де 7 тисяч глядачів проводжали її оваціями стоячи. Як писав «Billboard», виступаючи в супроводі сан-франциського гурту «Day Blindness», співачка «засліпила всіх еклектичним набором пісень і диким убранням, яке складалося з трусиків з блискітками, десятків браслетів і намист, а також помаранчевого пір'я».
У вересні «Full Tilt Boogie Band» і Дженіс Джоплін розпочали в Лос-Анджелесі працювати над альбомом, запросивши продюсера Пола А. Ротшильда, відомого по роботі з «The Doors». Останній прийняв запрошення не без сумнівів, але невдовзі повністю захопився своєю новою підопічною. «Після цієї плутанини з „Kozmic Blues Band“, яка, на мій погляд, ледь не зруйнувала її кар'єру, я порозмовляв з Дженіс, переконався в тому, що вона дійсно здорова, і погодився супроводжувати гурт на гастролях, щоб подивитися, як вона виглядає на сцені. Дженіс була чудова», — казав продюсер.
Гурт почав працювати в студії «Sunset Sound» — тій самій, де Ротшильд незадовго перед тим записав два альбоми гурту «The Doors». Джоплін була присутня на кожній сесії, пірнала з головою в хід роботи і явно отримувала від неї задоволення. Створення більш творчої, сприйнятливої атмосфери, як вважав Ротшильд, обіцяло стати запорукою успіху альбому. Зі свого боку він обговорив з «Columbia» найкращі студійні умови і зібрав величезну кількість пісенного матеріалу, з якого було відібрано лише найкраще і органічно вписуване в стиль співачки. «Ніколи ще я не бачив її такою щасливою, як під час цих сесій. Вона була на піку форми, і раділа життю. Знову і знову вона казала про те, як добре їй в студії. Адже досі процес звукозапису асоціювався у неї лише з тертями і сварками», — розповідав Пол Ротшильд. 3 жовтня Джоплін прослухала інструментальну версію заключного треку: композицію Ніка Гравенітеса «Buried Alive In The Blues». Записувати вокальну партію треба було наступного дня.

### Смерть
Вранці 4 жовтня 1970 року Дженіс Джоплін не з'явилася в «Sunset Sound Studios», де йшла робота над альбомом. Після того, як стало ясно, що й на телефонні дзвінки вона не відповідає, Пол Ротшильд, охоплений поганим передчуттям, скерував одного з помічників у номер 105 готелю «Лендмарк Мотор» (Франклін-авеню, 7047). Спроби розбудити мешканку грюкотом у двері не увінчалися успіхом. Покликали службовця зі службовим ключем. Дженіс лежала між ліжком і нічним столиком у короткій нічній сорочці. Коли тіло перевернули, виявилося, що в неї розбитий ніс. Губи були в крові. У руці вона стискала гроші: $4.50. Пізніше в книзі спогадів Лора Джоплін з розповідей друзів і газетних репортажів відновила картину останніх годин своєї сестри: «Дженіс сіла на ліжко, на ній були блуза і трусики. Вона поклала сигарети на журнальний столик і, все ще стискаючи в руці решту, повалилася вперед. Падаючи, вона розбила губу об кут. Її тіло так і залишилося між столиком і ліжком…».
Попри те, що розтин виявив велику кількість опіатів в її організмі, під час першого обшуку в її номері готелю наркотиків знайдено не було. Ба більше, багатьом видався дивним той факт, що поліція, яка прибула на місце події, застала прибрану кімнату, без слідів безладу. Виникло припущення, що хтось, хто перебував у кімнаті разом з Джоплін, знищив докази і зник. Інша дивина полягала в тому, що смерть, як було встановлено, настала через близько десяти хвилин після ін'єкції. Таке могло статися лише, якби Джоплін ввела собі наркотик підшкірно, але відомо, що вона ніколи так не робила, прагнучи якомога швидшої реакції. Все це стало приводом для чуток про можливе вбивство.
Протягом певного часу широко обговорювали версію про самогубство; страхова компанія з цієї причини спочатку відмовлялася виплатити гроші родині покійної. Поступово з'ясувалося, що у версії лише один активний прихильник — Кріс Крістофферсон (згодом його точку зору підтримала Майра Фрідман). Сем Ендрю не вважав таку можливість правдоподібною: за його словами, Дженіс «була дуже задоволена тим, як просувався запис нового альбому, знала, що він вийде чудовим, чудово ладнала з музикантами…». Ендрю вважав, що вона «найімовірніше, просто отримала винятково сильний, очищений героїн… адже відомо, що в ті вихідні в Лос-Анджелесі було кілька смертельних передозувань». Тієї ж точки зору дотримувалася Лора Джоплін, яка ствердила, що дилер на ім'я Джордж, у якого Дженіс купувала продукт, завжди заздалегідь тестував його в місцевого фармацевта. У той фатальний вечір фармацевта на місці не було, і Джоплін отримала героїн майже вдесятеро сильніший від звичайного. «Я вважаю її смерть жахливою помилкою. У неї не було ні депресії, ні фрустрацій. Вона будувала плани і з надією дивилась у майбутнє. Вона навіть зробила собі нарешті зачіску!» — згадувала Лора Джоплін.
Сем Ендрю вважав, що Дженіс стала жертвою нестримної пристрасті до наркотиків. 1992 року Тім Аппело висловив іншу точку зору: він писав, що згубила Джоплін не так жага насолод, як трудоголізм. «Тільки героїн дозволяв їй наступного дня зберігати свіжість, а це для неї було головне», — писав він.
Як зазначав згодом журнал «Ньюсвік», смерть Джоплін могла здатися жорстоким жартом долі, адже сталася вона в той момент, коли до того безладне життя співачки почало налагоджуватися: вона збиралася заміж (за Сета Моргана), впродовж п'яти місяців не вживала героїн. Однак відомо, що Джоплін як і раніше відчувала себе самотньою; в ніч її загибелі Морган розважався в більярдній стрип-клубу в Сан-Франциско. Набутий добробут Джоплін був удаваним, вона не раз зізнавалася друзям, що нещаслива. «Краще мені не стає, мабуть, я знову сяду на голку», — зізнавалася вона Крісу Крістофферсону. Допускаючи, що смерть Джоплін настала внаслідок нещасного випадку, біограф Майра Фрідман вважає, що слово «випадок» тут треба розуміти лише в найзагальномішу його розумінні й що тут мало місце «неусвідомлене самогубство».
Померши в 27 років, входить до так званого «Клубу 27» — це низка музикантів, які, змінивши сучасну музику, померли у 27-річному віці.

#### Реакція преси
Одразу після смерті Дженіс Джоплін журнал «Rolling Stone» присвятив її пам'яті спеціальний випуск. «Вона вибрала для загибелі найкращий час. Є люди, які здатні жити тільки на злеті, і Дженіс була якраз таким дівчиськом-ракетою… Якщо припустити, що у людини є можливість розписувати сценарій свого життя, то, я б сказав, у неї вийшов хороший сценарій, з правильним кінцем», — писав гітарист «Grateful Dead» Джеррі Гарсія. Дж. Маркс, рецензент «Нью-Йорк таймс», після виходу альбому «Pearl» написав:
|                                   | Дженіс Джоплін повернула новому поколінню старий символ, ставши остаточним втіленням нашого відчуття трагедії; поняттям, яким можна вимірювати рівень болю. Ми обрали її на роль типового лузера, і вона охоче й точно вписалася в неї. Вона жодного разу не розчарувала нас — ні в трагічності своєї смерті, ні в іронічному блискові свого останнього альбому, названого «Перлина» — під цим прізвиськом знали її деякі близькі їй люди. Але для мене в заголовку альбому проглядається інший зміст. Постійне хворобливе роздратування — ось що народжує перли, цю хворобу устриці. Гюстав Флобер казав, що художник — хвороба суспільства. Дженіс була хворобою гігантської американської самотності. Вона — справжня перлина.Оригінальний текст (англ.) Janis Joplin successfully revived an old cliche for the new generation. She was the ultimate embodiment of our sense of tragedy: a concept by which to measure pain. We chose her as the quintessential loser and she perfectly and willingly fit the role. She never disappointed us, not in the tragic nature of her death nor in the ironic perfection of her last album, “Pearl,” the name by which some of her intimates knew her. But for me the name has a different significance. Abrasive and constant irritation produces pearls; its a disease of the oyster. Gustave Flaubert said that the artist is a disease of society. Janis was a disease of America’s gigantic loneliness. She is pearl. |
| — Дж. Маркс. New York Times, 1971 | |

Останки Джоплін кремовано на цвинтарі Меморіального парку у Вествуд-віллідж (штат Каліфорнія). Її прах розвіяно над водами Тихого океану вздовж каліфорнійського узбережжя. Останніми записами співачки стали «Mercedes Benz» і аудіовітання Джонові Леннону з днем народження від 1 жовтня, яке, як він пізніше розповів Дікові Каветту, доставили йому на квартиру в Нью-Йорк вже після її смерті.

#### Pearl
Звістка про смерть Дженіс Джоплін стала для всіх, хто брав участь у роботі над платівкою, страшним ударом. Альбом був майже завершений, і Ротшильд опинився перед дилемою: довести роботу до кінця самостійно або видати платівку як незакінчений документ. Клайв Девіс довірив продюсерові право на остаточне рішення. Той врешті-решт вирішив завершити альбом, цю свою роботу присвятивши пам'яті співачки. «Це була безкорисна, емоційно суха праця. Але я вдячний долі за те, що ми вирішили завершити альбом. Я дуже пишаюся цією платівкою», — казав він. Пісню Ніка Гравенітеса «Buried Alive In The Blues», до якої Джоплін так і не встигла записати вокальну партію, було вирішено включити в альбом як інструментальний трек.
Альбом «Pearl» вийшов у лютому 1971 року і на думку більшості критиків, став найзбалансованішою та найорганічнішою роботою Дженіс Джоплін. Він показав зростання її вокальної майстерності, з'єднавши у відточених аранжуваннях колишню емоційність і ефективну стриманість. «Перед нами постає нова, досконаліша Дженіс, яка в умінні ідеально зіставити крайнощі нагадує найкращих джазових співачок», — писав Дж. Маркс. Критик «Нью-Йорк таймс» відзначав і майстерність «The Full Tilt Boogie Band», гурту, який не зловживає сольними партіями, а перебуває з вокалісткою в гармонійному звуковому симбіозі.
"Поставши перед слухачем зовсім іншою виконавицею, Джоплін «повністю змінила вокальний стиль… — можливо тому, що стала працювати з гарним гуртом, але ще й тому, що сама вона змінилася, подорослішала», — писав «The American Record Guide». Журнал «Тайм» також зазначав, що Джоплін вперше проявила тут здатність взяти свій вокал під контроль, домоглася ідеальної збалансованості елементів, наситила роботу численними нюансами. «Pearl — не просто її найкращий альбом, але й найкращий альбом, який коли-небудь записала біла виконавиця блюзу», — ствердив рецензент журналу Вільям Бендер.
27 лютого 1971 року альбом очолив «Billboard 200» і протримався на вершині 9 тижнів. Звідси ж вийшов і єдиний чарт-топпер Дженіс Джоплін в Billboard Hot 100 — композиція Кріса Крістофферсона «Me and Bobby McGee». «Mercedes Benz», яку співачка написала спільно з поетом-бітником Майклом Маклюром, і акустична версія «Me and Bobby McGee» (дві пісні, які, як пише Макдермотт, «відкрили перед нами нову — вразливу і тендітну Дженіс Джоплін») увійшли згодом до збірки «Janis».

## Особливості характеру
Близький друг Чет Гелмс уважав, що характер Дженіс Джоплін був багато в чому зумовлений її дитячими переживаннями і конфліктами. При цьому дитинство в техаській глушині, вважав він, не лише боляче травмувало психіку Джоплін, але й сформувало сильний, творчий характер. «У 1960-х роках психологічний гніт у Техасі був таким, що врятуватися від нього можна було, лише створивши собі яскравий внутрішній світ. Тому саме з Техасу виходять сильні особистості з яскравою уявою, справді творчі люди, які зуміли вирватися з цього царства реакції і зі всім цим не з'їхати з глузду», — казав Гелмс.

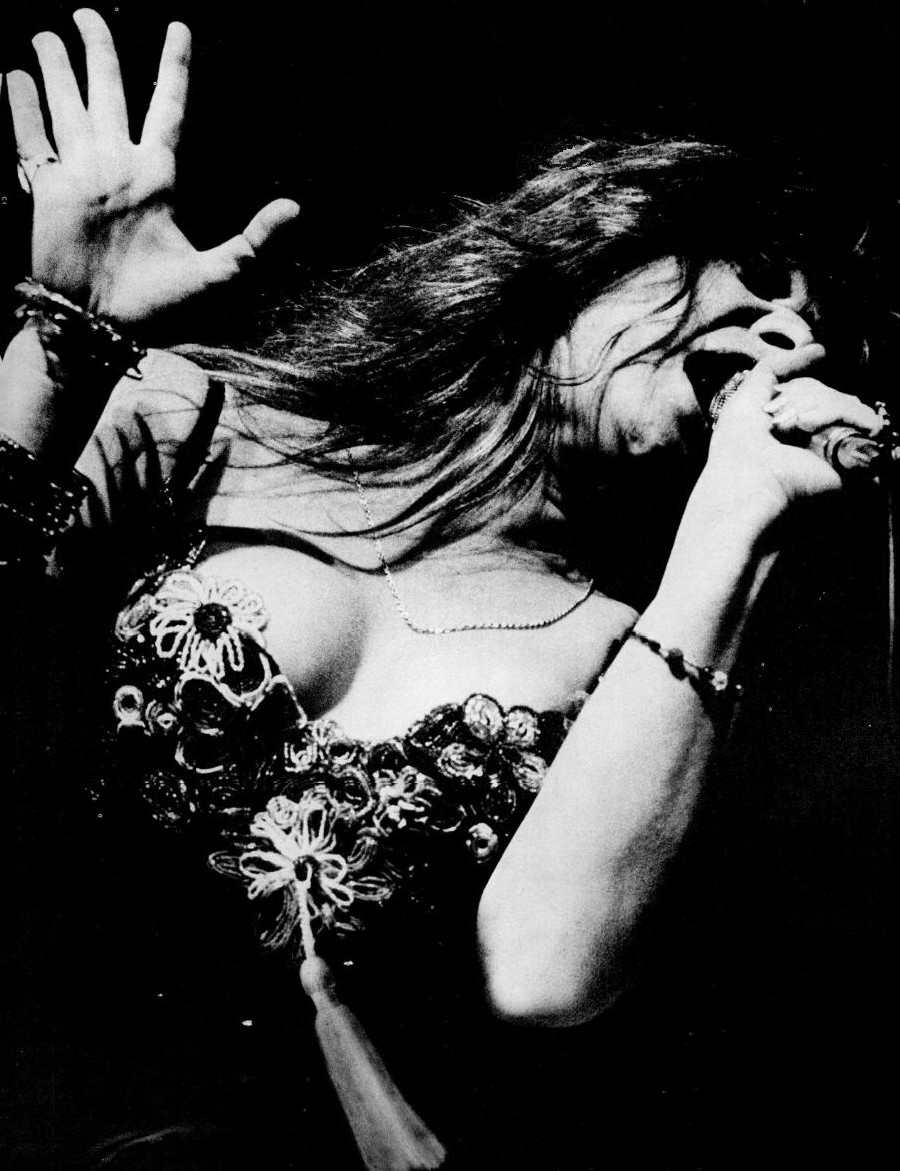
Дженіс Джоплін під час виступу на фольклорному фестивалі Ньюпорта в Род-Айленді в липні 1968 року

Сестра співачки Лора Джоплін вважала, що зухвалий імідж перебував у прямому конфлікті з реальним характером Дженіс: вона була інтелігентною, сором'язливою і чутливою жінкою. Попри це їй, як стверджувала сестра, не була властива агресивність. «Заведено сприймати Дженіс як трагічну фігуру, адже вона стала жертвою наркотиків. Але всі забувають, як весело було перебувати поряд з нею. Вона була дуже життєрадісною, живою людиною», — казала Лора. Автор статті в «Тайм» (1968) зазначав, що навіть алкоголізм Джоплін був життєрадісним: «вона завжди посміхалася з пляшкою „Southern Comfort“ і жартувала: „Напевно, колись я стану власницею компанії!“»
Скулатті та Шей у своїй книзі відзначали, що у Джоплін були періоди незвичного для неї утихомирення: наприклад, коли група оселилася в Лагунітасі, в будинку, що стояв у кінці шосе біля самого лісу. «Дженіс виділили сонячну кімнату, яку вона прикрасила безліччю рослин. Як і її кімната, вона в ці дні стала надзвичайно спокійна і красива», — згадував Девід Гетц.
Майра Фрідман зазначала, що за поверхневою агресивністю ховалася самотня, чутлива й уразлива жінка. На її думку, саме цю внутрішню порожнечу, викликану самотністю, співачка намагалася заповнити алкоголем і наркотиками. Побічно це підтверджувала сама Джоплін, коли казала: «На сцені я займаюся любов'ю з 25 000 осіб, а потім… йду додому на самоті». Навіть коли Big Brother стали популярними, завсідники «Авалон Боллрум» бачили Дженіс у барі — майже завжди одну, вона пританцьовувала в такт музиці. «Сором'язлива, схильна виражати себе несподіваними звільнювальними сплесками, вона завжди комфортніше почувалась наодинці з собою, ніж у колективі», — зазначав Джей Маркс.
Багато з тих, хто особисто знав Джоплін, підкреслювали її незахищеність, вразливість. «Дженіс… була відкрита і спонтанна і через те по її серцю топталися», — згадувала Грейс Слік. Вокалістка «Jefferson Airplane» відзначала делікатність Дженіс: «часом вона немов би притримувала при собі щось — те, що, як їй, мабуть, здавалося, мені не хотілося б чути — як це роблять дорослі з дітьми». Дебора Гаррі, яка працювала офіціанткою в клубі «Max's Kansas City», одного разу принесла Джоплін біфштекс. «Вона була дуже тихою і ввічливою. Біфштекс свій не з'їла, але залишила п'ять доларів чайових», — згадувала вокалістка «Blondie».
Про небезпечну незбалансованість особистості Джоплін писав Пол Нельсон в «Rolling Stone». Як головну особливість характеру співачки він відзначав її дивну невпевненість у собі. «Важко уявити собі Ділана або Леннона, які під час інтерв'ю нервово переконували б співрозмовника: «Гей, правда ж, я заспівав здорово? Як думаєш, я став співати краще? Клянуся Ісусом, я правда став співати краще, повір!..». Нельсон робив висновок:
|  | Дженіс — той рідкісний тип, який абсолютно не містить можливості дистанціюватися від репортера в ім'я самозахисту; здібності, яку співачка її рівня просто не може дозволити собі не мати... Виникає тривожне відчуття, що якщо життя Джоплін до такої міри пов'язане з успіхом на музичній сцені, то їй необхідна дещиця здорового цинізму: тільки з її допомогою зможе вона вистояти в цій тисняві, яку нагнітають мас-медіа. Якщо і є в ній цей цинізм, то він прихований занадто глибоко під надзвичайно привабливою, але небезпечної наївністю, яка межує з неприпустимою відсутністю впевненості в собі. |

Аналізуючи характер Джоплін по книзі М. Фрідман, «New York Times Book Review» писав у 1973 році, що все життя співачки виглядає як «історія залежності від героїну, можливо, алкоголю і ще — від тієї неясної субстанції, що випромінюється душею, стиснутої двома процесами — розкладання і каяття». Рецензент Мідж Дектер відзначав, що з книги Фрідман випливає: Джоплін «була готова доручити відповідальність за себе першому, хто готовий був <цю відповідальність> взяти, а коли не виявлялося поруч руки, об яку можна було б спертися, вона із задоволенням падала і падала глибоко». З прочитаного Дектер робив висновок: «Дженіс — не жертва суспільства і не пророча фігура; вона — дитина, що не змогла подорослішати і не спромоглася дисциплінувати себе — до такої міри, що просто не змогла вижити».
Але водночас співачка завжди намагалася підтримати тих, хто цієї підтримки потребував. Грейс Слік казала, що Дженіс завжди була готова допомогти порадою і ставилася до неї, як «мудра бабуся». Патті Сміт також розповідала, як Дженіс підтримувала її в творчих починаннях: «Ти обов'язково повинна продовжувати; нам потрібні поети, світові потрібні поети!» — наполягала вона.

### Життєва філософія
У протистоянні ворожому середовищу Джоплін виробила життєву філософію, близьку до філософії бітників. «Хіппі вірять в те, що світ може стати кращим. Бітники ж знають, що він кращим не стане, і кажуть: тож пішов би цей світ під три чорти, будемо відриватися і добре проводити час», — зазначала співачка. Почасти ця філософія втілилася в її сценічному іміджі.
|                                                                                       | Що б не співала Джоплін, блюз, ритм-енд-блюз або оригінальні композиції гурту (такі як «Harry» Дейва Гетца або епічний йодль «Gutra's Garden»), вона все зводила до емоційних крайнощів своїм грубим, хрипким голосом... Схилившись над мікрофоном, зчепивши пальці, з волоссям, яке закривало обличчя, вона явно вибивалася з «квіткової утопії» психоделічної сцени. В її голосі відчувалася якась фатальна напруженість. |
| — Дж. Скулатті, Д. Шей. «San Francisco Nights: The Psychedelic Music Trip 1965—1968». | |

Біограф Майра Фрідман вважала, що в основі характеру Джоплін був прихований сексуальний конфлікт, і що співачка «свідомо взяла на себе роль Афродіти», наповнивши свої виступи грубим еротизмом, який поєднував з «позамежно чоловічим лексиконом». Фрідман твердила, що й поза сценою вона була настільки ж сексуально агресивною: «переслідувала кожного чоловіка (та й жінку теж), до яких могла запалитися пристрастю… Вона стала збудливою Землею-матір'ю для цілого покоління ніжних мрійників». Тим часом, на думку сестри, Дженіс не так позиціювала себе вищою істотою (хоча «секс-богинею» називав її багато хто, зокрема, гастрольний менеджер), як за допомогою музики спілкувалася з вищими силами. «Вона завжди згадувала, що бог-у-ній розмовляє з богом-в-тобі. Духовна якість блюзу дозволяла їй <встановити такий зв'язок>. Музика має потенціал звільняти людський дух, і Дженіс виявила, що з нею відбувається саме це», — твердила Лора Джоплін.
Люди, які близько знали співачку, відзначали, що основною ідеєю життєвої філософії Джоплін був пріоритет почуттів над думками. «Інтелектуальний підхід ставить запитання і не дає відповідей. Можна наповнити своє життя ідеями і все одно повертатися додому на самоті. Єдине, що має значення, це почуття», — заявляла співачка. Прямим наслідком такого підходу до життя був нестримний гедонізм. Як зазначав кореспондент «Тайм», єдине обмеження, яке дозволяла собі Джоплін, полягало у відмові від холодного пива перед концертом. Коли друзі просили її поберегти голос, вона казала: «Навіщо мені зараз стримуватися й бути посередньою? Краще я не буду стримуватися зараз, а посередньою стану через двадцять років». «Вона мала звірячий апетит до життя, задоволень — до всього взагалі. Якщо йшлося про їжу, то вона хотіла, щоб усі в кімнаті отримали якомога більше всього найкращого. Якщо йшлося про веселощі, то вона повинна була повеселитися сповна. У неї був апетит до наркотиків, а гроші й можливості дозволяли їй мати їх в необмеженій кількості. Можливо, якби в неї був менший апетит, то було б краще. Іноді їй бракувало обачності», — згадував Сем Ендрю.
Лора Джоплін заперечувала проти подібних трактувань характеру Дженіс, вважаючи їх спрощеними. За її словами, Дженіс керувалася у своєму ставленні до життя високими мотивами: «Вона <та її музиканти> вважали, що розбиваючи соціальні та психологічні бар'єри, тим самим пізнають себе. Вони думали, що, якщо цим займеться досить багато людей, то суспільство зміниться: стане відкритішим та сприйнятливішим». Дженіс вірила: «Ким би ви не були, незалежно від расової приналежності, походження або наявності прищів на обличчі, — ви однаково заслуговуєте на повагу і любов. І нині, у ситих по горло матеріалізмом 1980-х роках, ми саме через цю ідею шукаємо зв'язок з ідеями 1960-х років», — казала Лора Джоплін у 1992 році.
Іншим важливим аспектом світогляду Джоплін було прагнення до кінця залишатися вірною собі і своїм переконанням.
| Ліві лапки | Успіх не змусив мене зрадити принципам, які я виробила ще в Техасі: бути чесною перед собою, бути тією, якою я є насправді. Я і намагаюся - не дурити ні себе, ні інших. Бути справжньою, розумієте? .. Напевно, я не дуже ще поварилася в шоу-бізнесі, щоб турбуватися про те, яку надіти маску ... Тому завжди кажу те, що думаю. | Праві лапки |

### Дженіс Джоплін і фемінізм
Після смерті співачки американські феміністки зарахували її до своїх послідовниць. «Джоплін загинула на війні, набагато прихованішій, ніж в'єтнамська: війні між статями. За іронією долі, вона виявилася жертвою секс-шовінізму сексуальної революції, поширенню якої сама ж сприяла… Одне з протиріч <феномену Дженіс Джоплін> саме й полягає в тому, що вона зробилася феміністським символом у просякнутій секс-шовінізмом рок-культурі, де домінували чоловіки», — писав 1977 року «The Feminist Art Journal». З цим погоджувалися і далекі від фемінізму музичні критики. Ставши третьою після Кес Елліот і Грейс Слік помітною жінкою на рок-сцені, Джоплін (як писав «Vogue») ідею «звільнення жіночого духу» підійняла на якісно новий рівень.
Сама Джоплін була далекою від ідей Руху за жіноче звільнення, зростання якого збіглося з її стрімким злетом, але мимоволі стала для багатьох молодих жінок символом пробуджуваної жіночої самосвідомості. Якщо манери співачки та її сценічний образ сприймалися неоднозначно, то універсальним виявився принаймні вплив, пов'язаний з «натуралізмом» в одязі й зачісці (або, швидше, відсутність її), — концепції, яку Джоплін, підхопивши в Сан-Франциско, поширила по всій країні. Саме Джоплін з її принциповим неприйняттям бюстгальтера і прихильністю до фасонної еклектики на межі несмаку, як твердив Дж. Л. Родніцкі, допомогла мільйонам дівчат позбутися губної помади, струсити з себе залежність від «синдрому вічного розчісування, миття та укладання волосся»; набути впевненості у собі тим, хто соромилися своєї фігури.
Як відзначала Ліліан Роксон, «входячи в концертний зал, ви могли й не бути схожою на Дженіс, але вже виходячи з нього, напевно виглядали достоту як вона». Роксон вважала, що Дженіс Джоплін «стала втіленням нового типу жінки: прямої, відкритої, чесної, розкутої, нетерплячої та сміливої».
Набагато глибше, ніж зовнішність, впливала на слухачок музика Джоплін. «Її тексти не мають нічого спільного з традиційним благанням про „вічну любов“: здебільшого це прохання до чоловіка, який пригощає свою жінку вином, не залишати її „хоча б до ранку“», — зазначав «International Times». «До Дженіс вважали, що жінка в рок-н-ролі має виглядати і вести себе так, ніби вона готова зайнятися коханням з кожним чоловіком у залі. Дженіс теж займалася коханням, але <не з кожним окремо, а> з усіма відразу. Після чого, як сама гірко зізнавалася, йшла додому на самоті», — писав у альманасі «Classic Rock Stars» Пітер Геррінг. «Популярна музика зазвичай умовляє жінку полюбити свою роль секс-об'єкта, але потрібні й пісні про те, який це біль — бути жінкою. Джоплін розповіла нам про жіночий біль, про те, як жити з цим болем і як знаходити йому протиотруту», — так формулювала ту ж думку феміністка Флоренс Гоу.

#### Зовнішність та імідж
Відомо, що Дженіс Джоплін змалку вкрай критично ставилася до своєї зовнішності і вважала себе «потворною», просто тому, що (як писав «Big Beat») не відповідала «суспільним уявленням про те, як повинна виглядати красуня». «У культурі, яка визнає лише ринкову жіночність, справжній красі не знаходиться місця. Красу Джоплін можна було вловити лише в її природному вимірі, в щирості сценічних виступів», — писала Маргарет Мозер.
На сцені і в житті Джоплін виглядала по-різному і на людей, які спілкувалися з нею, справляла незмінно найбільш сприятливе враження. Майкл Томас (у журналі «Ramparts»), називаючи Джоплін «рок-н-рольною банші» і відзначаючи її «психопатичний» стиль виконання, зауважував: «Вона <на сцені> була — не можна сказати, щоб красива, але гранично, зухвало еротична». Свої враження від зовнішності Джоплін після особистої зустрічі він описував: «У неї бліде, як крейда, обличчя, але виглядає вона так, ніби багато часу проводить на повітрі. Злегка зморшкуватий лоб, повні щоки, копиця розпатланого волосся — на таку особу зверне увагу кожен, хто візьметься малювати "Сирітку Енні". Ось тільки погляд у Дженіс блукаючий, часом жорсткий. З цими своїми зв'язками намиста вона виглядає як чарівна барменка…».
«У Дженіс була дружня тепла усмішка, така рідкісна в наші дні, і вона всім щедро дарувала її», — згадувала Йоко Оно. Справжньою красунею вважала Джоплін Кім Гордон, бас-гітаристка «Sonic Youth», яка в юності захоплювалася нею).
Всупереч поширеній серед сучасних їй феміністок думці, Джоплін власній зовнішності надавала величезного значення і пристрасно бажала подобатися навколишнім. Коли фотограф Боб Сейдеманн у Гейт-Ешбері сфотографував її напівоголеною, Дженіс написала про це навіть батькам («Можна, вишлю вам? Адже там майже нічого не видно»), настільки була рада, що вийшла вдало. До власного іміджу, якщо вірити Лорі Джоплін, співачка ставилася скептично. Спочатку Джоплін прагнула зоряності, але, ледь досягнувши її, зазнала розчарування — і в ній, і у іміджі «розпаленої жінки, яка пропалює життя і співає блюз». «Вона вважала свій сценічний імідж дешевою обгорткою на продаж», — твердила Лора Джоплін. Багато хто, однак, висловлював протилежну думку. Сюзі Кватро вважала, що Джоплін, навпаки, усе своє життя «віддала під владу іміджу», почала «жити в сценічному образі поза сценою», внаслідок чого зрештою й загинула.
Про те, як чоловіки сприймали цей імідж (багато в чому запозичений від кіногероїнь Мей Вест і Бетті Девіс, розхристаних, «емансипованих» дівчат з нічних барів), можна судити за статтею в журналі «Лайф» (1968) з характерним заголовком «Жінка, яка має голос, з борделю». «Не будь вона такою жіночною, цілком могла б стати рестлеркою… Це єдина крута дівчисько в поп-бізнесі. І співає, і каже — з душевністю вихлопної труби мотоцикла Пекельних янголів… Як і Мей Вест, вона могла б стати найкращою у світі повією!» — в таких висловах автор статті Альфред Ароновіц захоплювався виглядом і манерами Дженіс Джоплін.

## Особисте життя

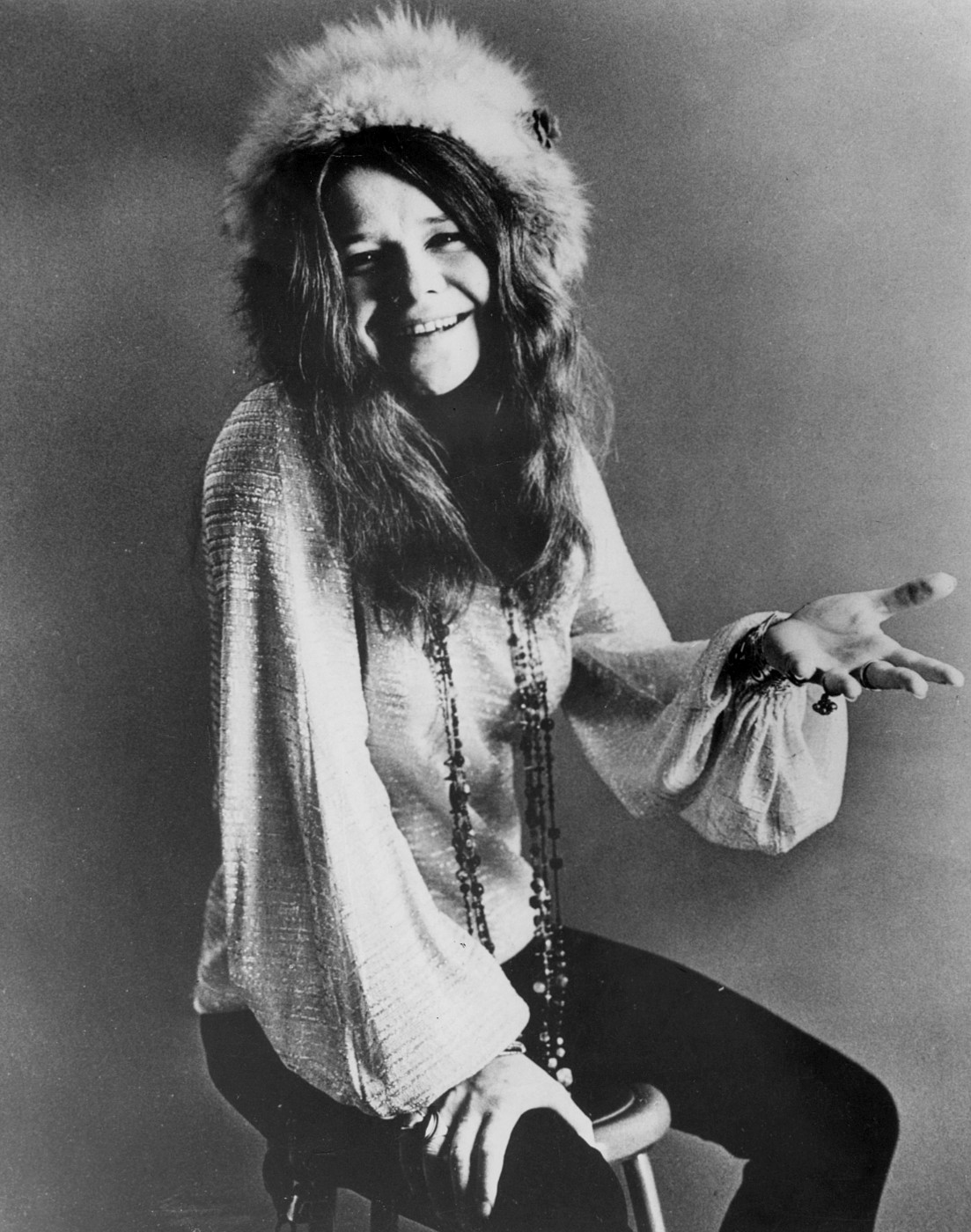
Джоплін у 1969 році, за рік до її смерті

Більшість дослідників творчості Дженіс Джоплін сходилися на тому, що попри зовнішню велелюбність, особливо наочно виражену в сценічному образі, співачка все життя була самотня. Джейн Дерр порівнювала Джоплін у її пошуках любові «з мулом, якого дражнять морквиною, примушуючи бігти вперед». Як писав Дж. Маркс у «Нью-Йорк таймс», «чоловіки рідко звертали на Дженіс увагу, і навіть в непретензійному товаристві хіппі її вважали інтровертом».
Один з коханців Джоплін, Кантрі Джо Макдональд, вважав, що співачка від самого початку стала жертвою власного сценічного образу. Вона намагалася «бути собою» поза сценою, але кожного разу це їй не вдавалося, тому що чоловіки хотіли бачити в ній традиційний секс-символ, а коли вона не виправдала очікувань, починали ставитися до неї «як до такого ж хлопця». Побічно ту саму думку підтверджував Сем Ендрю (з яким у близькі стосунки Джоплін вступила, як не дивно, невдовзі після того, як сама ж звільнила його з гурту). Ендрю з теплотою згадував її не жіночі, але суто людські якості: «Вона була дуже доброю людиною: веселою, дуже сміхотливою. Ми чудово проводили час».
Серед тих, з ким у Дженіс Джоплін були близькі стосунки, називали Джимі Хендрікса і Джима Моррісона, ба більше, співачка сама казала про це, і навіть зі сцени. Якщо вірити Полові Ротшильду, який свідомо взяв на себе роль посередника і вирішив звести «короля і королеву рок-н-ролу» (якими він їх вважав), роману між Моррісоном і Джоплін не вийшло. Вечірка в Гідден-Гіллз, куди всі троє прибули тверезими, починалася непогано: було видно, що Джоплін і Моррісон симпатизують один одному. Але (за словами Ротшильда), якщо на Джоплін алкоголь діяв заспокійливо, робив її «зовсім чарівною», то п'яний Моррісон ставав грубим і нахабним. 
 …Нарешті вона сказала мені: ходімо звідси. Джим, похитуючись, побрів за нею. Він дістався машини, почав казати щось, але вона послала його подалі; він її більше не цікавив… Джима така відповідь не задовольнила: він схопив її за волосся, після чого негайно отримав по голові пляшкою Southern Comfort і вирубився. Наступного дня на репетиції він повторював: «Яка жінка! Дай мені її номер телефону!»… Він закохався: фізична конфронтація — це була його стихія! Мені довелося сказати йому: ні, Джим, Дженіс не вважає повторну зустріч хорошою ідеєю. Так вони більше й не побачилися. Він був знищений.
Пол Ротшильд
Між тим, Стенлі Бард зазначав, що Дженіс не лише була дуже сексуальною, але й прагнула донести цей факт до кожного, хто входив до неї в кімнату: над ліжком було губною помадою написано: «The world's greatest sex object». Однак чоловіки зазвичай не сприймали її як жінку; з ними Джоплін змушена була, приховуючи біль, грати звичну роль «свого хлопця».
Брак чоловічої любові вона намагалась компенсувати любов'ю жіночою. Відомо, що Джоплін була бісексуальною й мала тривалі стосунки принаймні з однієї зі своїх партнерок, Пеггі Кассертою. Втім, цю сторону характеру співачки засоби мас-медіа перекрутили відразу з двох боків: як писав Дж. К. Родніцкі, «гомосексуальність Джоплін перебільшували лесбійки-феміністки й зовсім замовчували рок-журналісти». Автор вважав, що Джоплін не відчувала явно вираженої тяги до жінок, просто в сексі була агресивною й «прагнула отримати якомога більше кохання, про орієнтацію не замислюючись». Даян Гравенітес, одна з близьких подруг співачки, визнавала, що Дженіс відчувала себе комфортніше в жіночій компанії. З подругами вона «не була схильною до самобичування або фіглярства»; не відчуваючи потреби в сексуальному самоствердженні, розслаблялася і заспокоювалася.
Одним з останніх коханців Джоплін був Кріс Крістофферсон. Боб Нойвірт познайомив їх навесні 1970 року; всі троє попрямували додому до Дженіс в Локспур і провели там два тижні. Це було мало схоже на «медовий місяць»; як згадував Нойвірт, трійця здебільшого вешталася по місцевих барах і накачувалася алкоголем.
Між Дженіс і Крісом не було палкого кохання: їх об'єднували творчість і взаємна симпатія. Ба більше, Джеймс Герлі згодом натякав на те, що у Крістофферсона був тут «свій інтерес»: він пристрасно бажав, щоб Джоплін записала «Me and Bobby McGee». «Не буду стверджувати, що це була єдина причина, яка примушувала його постійно тинятися поруч з нею, але авторські від хіта Дженіс йому в той момент дуже не завадили б», — зауважував гітарист «Big Brother & the Holding Company».
Поступово й ці стосунки розчарували Джоплін. Вона (незадовго до цього «прочистилася») стала казати Крістофферсону, що готова знову повернутися до наркотиків, натякати на те, що покінчить з собою. «Це, звичайно ж, розчарувало. Вона огризнулася: — Тебе не буде поруч… Нікого не буде!»
Останнім коханим Джоплін був Сет Морган (англ. Seth Morgan). Дженіс і Сета вважали нареченим і нареченою. Останній твердив пізніше, що вони напевно б одружилися; цьому перешкодила смерть співачки. Джоплін (як писала М. Фрідман), яка обожнювала Моргана, благала того допомогти їй зав'язати з наркотиками, але він не сприймав ці прохання навсправжки.
Ввечері 4 жовтня поруч з Дженіс не було ні Крістофферсона, ні Моргана; пізніше стало відомо, що той з іншою подружкою розважався в більярдній. Джен Дерр, одна з тих, хто схилялася до версії самогубства, була переконана: Дженіс покінчила з собою, не витримавши відчуття повної самотності.

## Джоплін на сцені
Свою поведінку на сцені Дженіс Джоплін пояснювала повною відчуженістю від думки на користь почуття. Вона казала:
| Ліві лапки | Був час, коли я мріяла знати все. Багато читала. Напевно, можна сказати, була досить розвинена інтелектуально. Не знаю, коли саме, але в якийсь момент усе раптом змінилося. Всі ці почуття, вони робили мене абсолютно нещасною, і я просто не знала, що з ними робити. Але зараз я знаю, як змусити почуття працювати. Почуттям, які переповнюють мене, потрібне звільнення, і ось я на сцені; коли ж це спрацьовує, і аудиторія зі мною, я відчуваю єднання. Я — в собі, вони входять у мене, ми єднаємося. Це переповнює мене. Тепер я хотіла б віддатися почуттям повністю, в цьому сенс поняття «соул». Оригінальний текст (англ.) There was a time when I wanted to know everything. I read a lot. I guess you'd say I was pretty intellectual. It's odd, I can't remember when it changed. It used to make me very unhappy, all that feeling. I just didn't know what to do with it. But now I've learned how to make feeling work for me. I'm full of emotion and I want a release, and if you're on stage and if it's really working and you've got the audience with you, it's a oneness you feel. I'm into me, plus they're into me, and everything comes together. You're full of it. I don't know, I just want to feel as much as I can, it's what 'soul' is all about. | Праві лапки |

За словами Кріссі Гайнд, концерти Джоплін нагадували боксерський матч. Її сценічні виступи були агресивні і гранично наелектризовані, що миттєво передавалося залі. «Ось ви живете собі тихим мирним приміським життям, і раптом — аварія потягу на ім'я Дженіс», — згадувала вокалістка «The Pretenders». Описуючи поведінку Джоплін на сцені, Річард Голдстайн («The Village Voice») писав: «Дженіс атакує пісню — поглядом, стегнами, волоссям… А останній рядок вона немов би хапає за коліна, благаючи не йти. Коли ж той зникає, вона стоїть на сцені немов вперте юне деревце, посміхаючись глядачам, майже бездушна». «Дженіс співає як рок-н-рольна банші і гасає по сцені як дервіш. Це найгрубший, атакувальний ритм-енд-блюз, який я коли-небудь чув», — писав Майкл Томас в журналі «Ramparts» 1 серпня 1968 року.
Багато хто називав її сценічне дійство еротичним. «Один раз почути, як Дженіс співає „Ball and Chain“ — все одно, що переспати з нею, але не просто так переспати, а насолодитися всім її коханням до тебе», — писав Річард Голдстайн.
Сама Джоплін нерідко порівнювала свій сценічний досвід з наркотичним і називала його «audience trip» («наркотична ейфорія разом з аудиторією»). Вона казала, що на сцені дістає той самий потужний енергетичний поштовх, який дає спочатку сильний наркотик. Не раз вона казала, що на сцені, по суті, займається з глядачами коханням — на вищому, ніж фізичний, рівні. «Секс — найближче, що можна взяти для порівняння, але це більше, ніж секс. Я відчуваю себе обдовбаною щастям. Я хочу робити це знову і знову, допоки щастя не вичерпується», — казала вона 1968 року в інтерв'ю журналу «Тайм».
Джоплін розповідала, що в кожну пісню занурюється повністю, відключаючись від зовнішнього світу. «Коли я там, я не тут. Я не можу розповідати про те, як співаю. Я всередині свого співу. Як можна описати те, в чому перебуваєш?» — дивувалася вона, відповідаючи на відповідне питання.
Розповідаючи про пісню «Ball and Chain» (яку вона називала найбільш для себе болісною), Джоплін казала, що кожного разу змушена «пірнати у власний розум». «Я не можу заспівати її просто так, без зусиль. Розумієте, у пісні виникає гігантська діра, яка по суті є я сама — і мені потрібно її чимось заповнити. І я заповнюю її — знову собою! Це справді виснажує». Хвилі сценічних «оргазмів» вона описувала так: «Наступає свого роду напад — це болісний момент. Потім він проходить — і начебто ти пам'ятаєш його, але відтворити не можеш аж до наступного моменту, коли відбувається таке. І знову це сходить на тебе, і знову зникає. Це як оргазм: згадати, який він, неможливо, але… все одно ти пам'ятаєш його».
В інтерв'ю журналові «Ньюсвік» у лютому 1969 року Джоплін так казала про свої відчуття на сцені:
| Ліві лапки | Це все — почуття. Щось добре накочується на тебе, що нагадує секс, але вище за змістом. Любов, пристрасть, тепло — все, що торкається нас зсередини і приносить таку насолоду. Секс тут — лише одна складова. Під час співу я не думаю. Я просто закриваю очі і відчуваю... відчуваю кайф.Оригінальний текст (англ.) It’s all feeling. That rolling good thing like sex, but much larger in concept. It’s that love, lust, warmth, touching thing inside our bodies that everybody digs. Sex is just one of the things in it. When I’m singing I’m not thinking. I’m just closing my eyes and feeling, feeling good. | Праві лапки |

Мабуть, подібне відчував глядацький зал. Багато з тих, хто побував на її концертах казав про чисто сексуальне збудження. Лора Джоплін у своїй біографії цитувала лист від прихильника: «Я не був знайомий з нею, але я знаю її. Тому що, коли слухаєш її, ти немов би залишаєш своє тіло і віддаєшся рухові. Вона — чиста енергія».

### Критика стилю
Деякі музичні критики (переважно з числа джазових фахівців) висловлювали негативне ставлення до спроб білої співачки виконувати чорний блюз. «Не дивно, що андеґраундна преса закохалася в „Big Brother“ з першого погляду, адже група — довговолосі блондини з середнього класу, які прикидаються неграми, — є втіленням хіппіозної фантазії», — писав оглядач «Sunday New York Times» Вільям Кломан про альбом «Cheap Thrills». Така культурологічна експансія, на думку критика, схожа на погану пародію; «якась соул-пластмаса, де немає ні гумору, ні жодної внутрішньої цілісності». Кломан зазначав, що у Джоплін є задатки блюзової співачки, але вона, здебільшого, «віддається інстинкту», перенапружуючи свій нетренований голос. Втім, чарівність співачки, визнавав він, «частково і полягає в тому, що вона не розуміє, що робить»; в іншому випадку це знизило б емоційне напруження її виступів. Схожі погляди висловлював і Мартін Вільямс, критик журналу «Down Beat», який висловлював здивування тим, що до такого «незграбного перефарбування» (англ. the embarrassing blackface), яке стало популярним у рок-музиці, з дивною поблажливістю ставляться ті самі фахівці, які засуджують подібну поведінку в джазі.
Рок-критики здебільшого захоплено відгукувалися про сценічне дійство Джоплін, але були й винятки. Одна з найпротверезніших статей з'явилася в журналі «Rolling Stone».
|                                                    | Безсумнівно, потенціал справді видатної рок-співачки <в її сценічному виступі> проглядається. Але так само очевидна сумнозвісна й абсолютно вбивча тенденція до вокальної надмірності. Дженіс не так співає пісню, скільки душить її до смерті у всіх на очах. Видовище це збуджує, але воно неприємне. Воно має куди більший стосунок до карнавального ексгібіоціонізму, ніж до музичного мистецтва.Оригінальний текст (англ.) The potential to become a genuinely great rock singer is still there, but so are the infamous and disheartening Joplin tendencies toward vocal overkill. Indeed, Janis doesn’t so much sing a song as to strangle it to death right in front of you. It’s an exciting, albeit, grisly, event to behold. But it would seem to belong more to the realm of carnival exhibition than musical performance. |
| — Пол Нельсон. Rolling Stone. 15 березня 1969 року | |

Автор статті в «Rolling Stone» цитував слова театрального критика Кеннета Тайнена, який писав про Річарда Бертона: «Без якої б то не було логіки або послідовності він кидався від задушливих ридань до нестерпного реву, абсолютно не пропонуючи <глядачеві> середнього регістру, на якому можна було б зупинити увагу. Цей виступ… часом було грандіозним, але не можна було не помітити… відсутності самої суті». Нельсон, вважаючи, що ту саму оцінку можна застосувати до мистецтва Джоплін, додавав: «Суть-то як раз у неї є; трагедія в тому, що вона досі так і не змогла цю свою суть правильно висловити».

## Посмертні видання, публікації та триб'юти
Після смерті співачки, в 1972—1973 роках вийшли кілька біографічних книг, які привернули до себе увагу широкої громадськості. Високу оцінку отримала «Buried Alive: The Biography of Janis Joplin» — біографія Майри Фрідман, яка три роки працювала прес-агентом Джоплін і, як зазначали рецензенти, залишалася протягом цього часу, можливо, єдиною справді близькою їй людиною.
Як зворотний приклад — біографії скандальної, яка не сприяє глибшому розумінню характеру Джоплін, — наводили книгу «Going Down With Janis», яку написала Пеггі Кассерта в співавторстві з Лайлом Стюартом. «Книга межує з порнографією і відкриває тільки одну істину: секс і героїн несумісні», — зазначав рецензент «New York Times Book Review».
З музичних посмертних релізів особливо відзначали саундтрек до фільму «Janis» (1975), для якого знайдено (за словами рецензента Дж. Макдермотта) «сирі, але безцінні» записи виступів співачки 1963—1964 років. «AllMusic», навпаки, невисоко оцінив цей реліз, зазначивши, що на догоду архівістам викинуто два ключових треки, «Piece of My Heart» і «Cry Baby», які лунають у фільмі. Сам фільм, знятий режисером Говардом Елком (за участю Альберта Гроссмана) вийшов за рік до цього: сюди увійшли виступи Джоплін у телепрограмі Діка Калверта 1970 року, її концерт у Вудстоці (1969), телефрагмент 1967 року, а також зйомки, зроблені в ході європейських гастролей 1969 року.

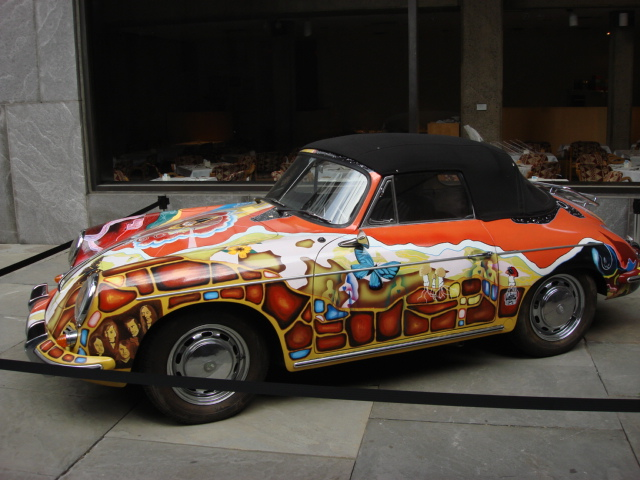
Автомобіль Porsche 356, який належав Дженіс Джоплін.
Він зберігається в Музеї Зали слави рок-н-ролу, але експонувався також на Виставці психоделічного мистецтва в Х'юстонському музеї.

1979 року вийшов фільм «Троянда», що розповідав історію рок-співачки, яка веде саморуйнівний спосіб життя, бувши не в змозі владнати з вимогами кар'єри і диктатом безжального менеджера. Прототипом для першоджерела (книги Білла Кербі) стала історія життя і творчості Дженіс Джоплін; фільм зняв режисер Білл Райделл. Бетт Мідлер зіграла головну роль і була номінована на «Оскар» за найкращу жіночу роль.
1991 року в недільній школі порт-Артура знайдено картину «Jesus in Gethsemane», яку намалювала (в реалістичному ключі, як і три інших, раніше вже відомих) олією на полотні тринадцятирічна Дженіс Лін Джоплін. Її виставлено в «Museum of Gulf Coast». У листопаді 1991 року колекція з трьохсот експонатів, які так чи інакше мають стосунок до Джоплін, увійшла до експозиції, що відкрилася в музеї Зали слави рок-н-ролу. На церемонії відкриття виставки були присутні Девід Гетц, Сем Ендрю, Джеймс Герлі і Пітер Албін, учасники Big Brother & the Holding Company. Серед експонатів Музею Зали слави був і її «Porsche 356», розфарбований у стилі психоделічного мистецтва. 1995 року Дженіс Джоплін була введена в Залу слави рок-н-ролу — посмертно.
У 1992 році побачила світ книга Лори Джоплін «Love, Janis» (видавництво «Villard»), у якій «Дженіс-скромна провінціалка і Дженіс-суперзірка опинилися немов би виведеними по різні боки однієї монети». Наприкінці 1990-х років за участю Сема Ендрю як музичного режисера поставлено мюзикл за книгою «Love, Janis», який з успіхом пройшов на Бродвеї. У головній ролі було задіяно багато відомих виконавиць, зокрема Лора Браніган і Бет Гарт.
2005 року члени сім'ї Джоплін отримали спеціальну премію Греммі за життєві досягнення (англ. Grammy Lifetime Achievement Award). 2009 року творчість Дженіс Джоплін лягла в основу тематичних концертів і лекцій серії «American Music Master», які щорічно проходять у Залі слави.
2007 року Пенелопі Сфіріс почала роботу над байопіком «Євангеліє від Дженіс» з Зої Дешанель у головній ролі. Роботу було припинено, реліз відкладено до 2012 року; зрештою проєкт було скасовано.
У 2015 році вийшов документальний фільм «Дженіс: маленька дівчинка сумує» режисера Емі Берга. Його показали на документальній секції Міжнародного кінофестивалю в Торонто — 2015).

## Дискографія

### Big Brother and the Holding Company
| Назва                               | Дата виходу | Лейбл                         | Примітки                                                            |
| ----------------------------------- | ----------- | ----------------------------- | ------------------------------------------------------------------- |
| Big Brother and the Holding Company | 1967        | Mainstream Records / Columbia | Перевидана 1967 року на лейблі Columbia з двома додатковими треками |
| Cheap Thrills                       | 1968        | Columbia                      | Двічі платиновий Recording Industry Association of America          |
| Live at Winterland '68              | 1998        | Columbia Legacy               | Посмертне видання запису наживо                                     |
| Live at the Carousel Ballroom 1968  | 2012        | Legacy Recordings             | Посмертне видання запису наживо                                     |

### Kozmic Blues Band
| Назва                                  | Дата виходу | Лейбл             | Примітки                        |
| -------------------------------------- | ----------- | ----------------- | ------------------------------- |
| I Got Dem Ol' Kozmic Blues Again Mama! | 1969        | Columbia          | Платиновий RIAA                 |
| The Woodstock Experience               | 2009        | Legacy Recordings | Посмертне видання запису наживо |

### Full Tilt Boogie Band
| Назва | Дата виходу | Лейбл    | Примітки                                  |
| ----- | ----------- | -------- | ----------------------------------------- |
| Pearl | 1971        | Columbia | Посмертне видання, 4 рази платиновий RIAA |

### Big Brother & the Holding Company / Full Tilt Boogie
| Назва      | Дата виходу | Лейбл          | Примітки                        |
| ---------- | ----------- | -------------- | ------------------------------- |
| In Concert | 1972        | Legacy CK65786 | Посмертне видання запису наживо |

### Пізніші збірки
| Назва                              | Дата виходу | Лейбл            | Примітки                                                                                 |
| ---------------------------------- | ----------- | ---------------- | ---------------------------------------------------------------------------------------- |
| Janis Joplin's Greatest Hits       | 1973        | Columbia         | ASIN B00000K2W1, 7 разів платиновий RIAA                                                 |
| Janis                              | 1975        | CBS              | 2 диски, Золотий RIAA                                                                    |
| Anthology                          | 1980        | CBS              | 2 диски; Лише Європа                                                                     |
| Farewell Song                      | 1982        | Columbia Records | ASIN: B000W44S8E                                                                         |
| Cheaper Thrills                    | 1984        | Fan Club         | ASIN: B000LYA9X8                                                                         |
| Janis                              | 1993        | Columbia Legacy  | 3 диски — ASIN: B00000286P                                                               |
| 18 Essential Songs                 | 1995        | Columbia Legacy  | ASIN: B000002B1A, Gold RIAA                                                              |
| Live at Woodstock: August 19, 1969 | 1999        |                  |                                                                                          |
| Box of Pearls                      | 1999        | Sony Legacy      | 5 дисків (чотири альбоми і колекція рідкісних видань) — ASIN: B0009YNSK6                 |
| Super Hits                         | 2000        | Sony             | ASIN: B00004T1E6                                                                         |
| Essential Janis Joplin             | 2003        | Sony             | ASIN: B00007MB6Y                                                                         |
| The Collection                     | 2004        | Columbia Legacy  | 3 диски, ASIN: B000BM6ATW; три студійні альбоми 1968—1971 років, а також додаткові треки |
| Very Best of Janis Joplin          | 2007        | Columbia         | ASIN: B000026A35; Лише Європа                                                            |

## Фільмографія
- Monterey Pop (1968)
- Petulia (1968)
- Janis Joplin Live in Frankfurt (1969)
- Janis (1974)
- Janis: The Way She Was (1974)
- Comin' Home (1988)
- Woodstock — The Lost Performances (1991)
- Woodstock: 3 Days of Peace & Music (Director's Cut) (1994)
- Festival Express (2003)
- Nine Hundred Nights (2004)
- The Dick Cavett Show: Rock Icons (2005) Shout
- Rockin' at the Red Dog: The Dawn of Psychedelic Rock (2005)
- This is Tom Jones (2007)
- Woodstock: 3 Days of Peace & Music (Director's Cut) 40th Anniversary Edition (2009)
- Janis Joplin with Big Brother: Ball and Chain (DVD) Charly (2009)
- Janis: Little Girl Blue (2015)

## Нотатки
1. ↑  На цей час припадає її перший запис — рекламний джингл під назвою «This Bank Is Your Bank» для місцевого банку.
2. ↑  Пізніше він зажив слави як один з авторів пісень «The 13th Floor Elevators» і засновник «Mother Earth».
3. ↑  З пляшкою «Southern Comfort» в руці вона згодом стала свого роду символом цього напою.
4. ↑  Heavy на жаргоні хіпі — людина, яка вживає «важкі» наркотики.
5. ↑  Компанія Southern Comfort нагородила Дженіс Джоплін норковою шубою за неусвідомлену рекламу раніше нікому не відомого напою, про який винятково завдяки фотографіям співачки дізналися у всьому світі.
6. ↑  Little Orphan Annie, рудоволоса героїня однойменного коміксового серіалу, який виходив у 1924—1936 роках.
7. ↑  Дженіс не любила «приживальників» і раз у раз бурчала, що чоловіки зловживають її гостинністю. Це не заважало їй, як казав Нойвірт, приводити до себе в будинок і залишати на ніч іноді майже незнайомих людей.
8. ↑  Батько Сета, поет Фредерік Морган, був одним із засновників літературного журналу «The Hudson Review»; в дитинстві хлопчик спілкувався з такими знаменитостями, як Роберт Ловелл, Ділан Томас і Едвард Каммінгс.
9. ↑  Доля Сета Моргана склалася драматично. Він (згідно з автобіографією) багато років «перебував під впливом кокаїну, планомірно розбещуючи жінок навколо», потім одружився з офіціанткою, яку до цього сам і скалічив, врізавшись на мотоциклі в закусочну. Зрештою Морган опустився, навіть адвокати вважали його за божевільного; він неодноразово перебував під арештом, відсидів строк за збройний грабіж. У жовтні 1990 року Сет Морган розбився на мотоциклі разом з попутницею Сьюзі Левін. Її батьки вважали, що він таким чином наклав на себе руки і що їхня дочка стала жертвою вбивства.